# Mizoram
Le Mizoram est un État de l’Inde du Nord-Est ayant pour capitale Aizawl. Le nom est dérivé de Mizo, le nom des habitants natifs, et Ram, qui signifie « terre », Mizoram signifiant ainsi « terre des Mizos ». C’est l’État le plus méridional de l’Inde du Nord-Est, partageant des frontières avec trois des « sept États sœurs », à savoir le Tripura, l’Assam et le Manipur. L’État partage également une frontière de 722 kilomètres avec le Bangladesh et la Birmanie.
Comme plusieurs autres États de l’Inde du Nord-Est, le Mizoram a fait partie de l’Assam jusqu’en 1972, date à laquelle il s’est vu accorder le statut de territoire de l’Union. Le 20 février 1987, le Mizoram est devenu le 23e État de l’Inde (qui est un échelon au-dessus de celui des territoires de l’Union) par le biais du cinquante-troisième amendement à la Constitution indienne signé en 1986.
Selon un recensement, la population du Mizoram était de 1 091 014 habitants en 2011. C’est le deuxième État le moins peuplé du pays. Le Mizoram couvre une superficie d’approximativement 21 087 kilomètres carrés. Environ 91 % de l’État est recouvert de forêts.
Un peu moins de 95 % de la population actuelle a des origines tribales diverses. Ces tribus, provenant pour la plupart d’Asie du Sud-Est, se sont installées dans l’État au cours de plusieurs vagues migratoires qui ont commencé vers le XVIe siècle, mais qui se sont déroulées principalement au XVIIIe siècle. Parmi tous les États de l’Inde, le Mizoram affiche la concentration la plus élevée de populations tribales. Ces populations sont protégées par la Constitution indienne au titre de Scheduled Tribes. Le Mizoram est l’un des trois États de l’Inde à majorité chrétienne (87 %). Cette population, très alphabétisée, appartient à diverses confessions, majoritairement presbytérienne au nord et baptiste au sud. Elle était auparavant principalement animiste et vivait d’agriculture sur brûlis (appelée jhum), et de culture itinérante, ainsi que de cueillette, de pêche et de chasse.
L’économie agraire du Mizoram souffre du faible rendement du jhum et de l'agriculture itinérante. Au cours des dernières années, les pratiques de l’agriculture sur brûlis ont été progressivement remplacées par une horticulture plus intensive et par la culture du bambou,. Le produit intérieur brut de l’État en 2012 était d’environ 6 991₹ crore (soit 1,1 milliard de dollars US). Quelque 20 % de la population du Mizoram vit en dessous du seuil de pauvreté, dont 35 % en milieu rural. L’État possède 871 kilomètres de routes nationales, la NH-54 et la NH-150 le reliant respectivement à l’Assam et au Manipur. C’est également un point de transit croissant pour les échanges commerciaux avec la Birmanie et le Bangladesh.

## Étymologie
Le terme Mizoram est dérivé de deux mots issus de la langue Mizo, à savoir Mizo et Ram. Mizo est le terme utilisé pour appeler les habitants indigènes, tandis que Ram signifie « terre ». Mizoram désigne par conséquent la « terre des Mizos ». Le vocable zo est toutefois contesté. D’aucuns argumentent que zo signifie « montagne » (ou colline). Selon B. Lalthangliana, zo peut également vouloir dire « région froide » et donc Mizo peut aussi dénommer « les gens de la région froide ».

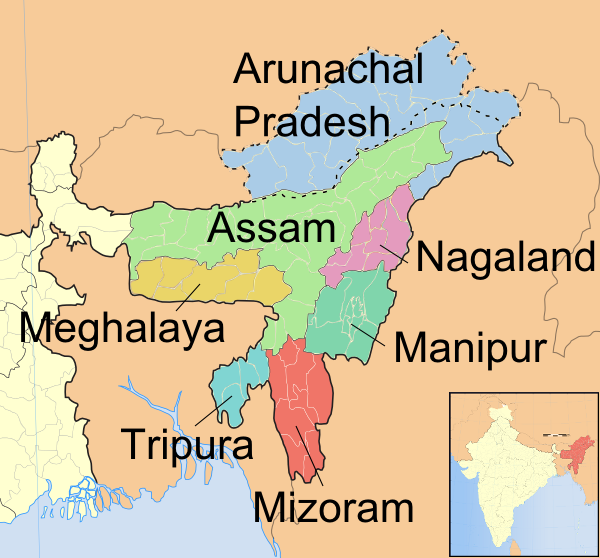
Une carte des « Sept États sœurs »

## Histoire

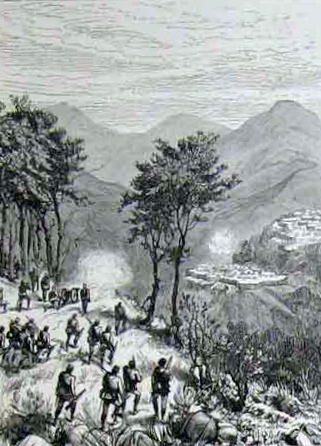
Une des nombreuses batailles entre les troupes britanniques et leurs alliées, les tribus du Mizoram ralliées contre un clan Lusei. Ce dessin, réalisé par le lieutenant Cole en 1889, est intitulé Looshai Expedition.

L’origine des Mizos, comme celle de nombreuses autres tribus de l’Inde du Nord-Est, est entourée de mystère. Les habitants des collines Mizo étaient généralement appelés les Cucis ou Kukis par leurs groupes ethniques voisins, terme également adopté par les écrivains britanniques. L’affirmation selon laquelle « les Kukis sont les premiers habitants connus de la région des collines de Mizo » doit être lue sous cet angle. La majorité des tribus classées comme « Mizo » aujourd’hui ont très probablement émigré vers leurs territoires actuels depuis les pays voisins en plusieurs vagues à partir de l’année 1500 environ.
Avant le Raj britannique, les divers clans mizo vivaient dans des villages autonomes. Les chefs tribaux jouissaient d’une position éminente dans la société mizo patriarcale et gérontocratique. Les différents clans et sous-clans pratiquaient diverses formes d’économie de subsistance. Les chefs étaient les souverains absolus des territoires (ram) de leurs clans respectifs, bien qu’ils aient été sous la juridiction politique nominale des Rajas du Manipur, du Tripura et de Birmanie. Parmi les ressources de l’économie de subsistance, les chasses aux têtes et les raids intertribaux étaient fréquents et menés par les chefs de village. La chasse aux têtes était une pratique qui consistait à tendre une embuscade, à s’emparer de biens, à capturer des esclaves et à couper les têtes des combattants de la tribu ennemie ramenées, boucanées et exposées à l’entrée du village tribal pour affirmer sa puissance.

### Ère britannique (années 1840 aux années 1940)
Ces raids et conflits intertribaux sont attestés au début du XIXe siècle. Dans les années 1840, le capitaine Blackwood, originaire de Grande-Bretagne, marcha dans les collines Mizo avec ses troupes pour punir un chef tribal Palian à la suite d’attaques envers les intérêts britanniques en Inde. Quelques années plus tard, le capitaine Lester fut blessé lors d’une bataille contre la tribu des Lusei dans la région qui est aujourd’hui Mizoram. En 1849, un raid tribal Lusei tua 29 membres de la tribu Thahdos, qui permit aux Lusei de rajouter 42 captifs à leur clan. Le colonel Lister riposte en 1850 avec la coopération de la tribu Thahdos, un évènement appelé historiquement la « Première invasion britannique », qui vit l’incendie d’un village Lusei de 800 maisons tribales et la libération de 400 captifs Thahdos,. Les documents historiques britanniques sur les collines Mizo font état de raids interethniques similaires entre tribus qui se poursuivirent pendant des décennies entrainant pillage, esclavage et représailles.
Les collines Mizo font officiellement partie de l’Inde britannique depuis 1895 et les pratiques telles que la chasse aux têtes sont interdites au Mizoram et dans les régions voisines. Le nord et le sud des collines Mizo font partie de la province d’Assam depuis 1898 sous le nom de Lushai Hills District, dont le quartier général est Aizawl. Au moment de la conquête britannique, il y avait une soixantaine de chefs. Après l’arrivée des missionnaires chrétiens, la majorité de la population est devenue chrétienne dans la première moitié du XXe siècle.

### Après 1947
Lorsque l’Inde est devenue indépendante de l’Empire britannique, le nombre de chefs tribaux se montait à plus de 200. Les élites instruites de la population Mizo ont fait campagne contre les chefferies tribales sous la bannière de l’Union Mizo (Mizo Union). À la suite de leur campagne, les droits héréditaires des 259 chefs ont été abolis en vertu de l’Assam-Lushai District Act de 1954 intitulé Acquisition of Chief’s Rights,. Des tribunaux villageois ont été réimplantés dans la région Mizo ainsi que dans d’autres parties de l’Assam. Toutes ces régions étaient frustrées par ces dispositions et par la gouvernance centralisée de l’Assam. Les Mizos étaient particulièrement insatisfaits de la réponse inadéquate du gouvernement à la famine résultant du mautam de 1958-1959. Le Front national Mizo de lutte contre la famine, une organisation créée en 1959 pour venir en aide aux victimes de la famine, s’est ensuite transformé en 1961 en une nouvelle organisation politique, le Front national Mizo (Mizo National Front (en)  ou MNF). Une période de protestations et d’insurrection armée a suivi dans les années 1960, le MNF cherchant à gagner son indépendance vis-à-vis de l’Inde.
En 1971, le gouvernement a accepté de convertir les collines Mizo en un territoire de l’Union, qui a vu le jour sous le nom du Mizoram en 1972. À la suite de l’Accord de paix du Mizoram conclu en 1986 entre le gouvernement et le MNF, le Mizoram a été déclaré en 1987 État à part entière de l’Inde. Le Mizoram a obtenu deux sièges au Parlement, l’un au Lok Sabha et l’autre au Rajya Sabha. Depuis, la paix règne dans la région. Entre 2006 et 2013, pas plus de deux civils sont morts chaque année des suites de violences liées aux manifestations (soit moins de 0,2 personne par 100 000 habitants). Ces dernières années, le taux annuel moyen de mortalité due à la violence dans le monde a été de 7,9 pour 100 000 personnes.
Un différend frontalier oppose le Mizoram à l’Assam. Début aout 2021, des affrontements par balles entre policiers des deux États font plusieurs morts et des dizaines de blessés.

## Géographie
Le Mizoram est un État enclavé dans l’Inde du Nord-Est, dont la partie méridionale partage 722 km de frontières internationales avec la Birmanie et le Bangladesh, et la partie septentrionale avec le Manipur, l’Assam et le Tripura. C’est le cinquième plus petit État de l’Inde avec 21 087 km2. Il s’étend de 21°56' N à 24°31' N et de 92°16' E à 93°26' E. Le tropique du cancer traverse l’État presque en son milieu. La distance maximale nord-sud est de 285 km, tandis que la distance maximale est-ouest est de 115 km.

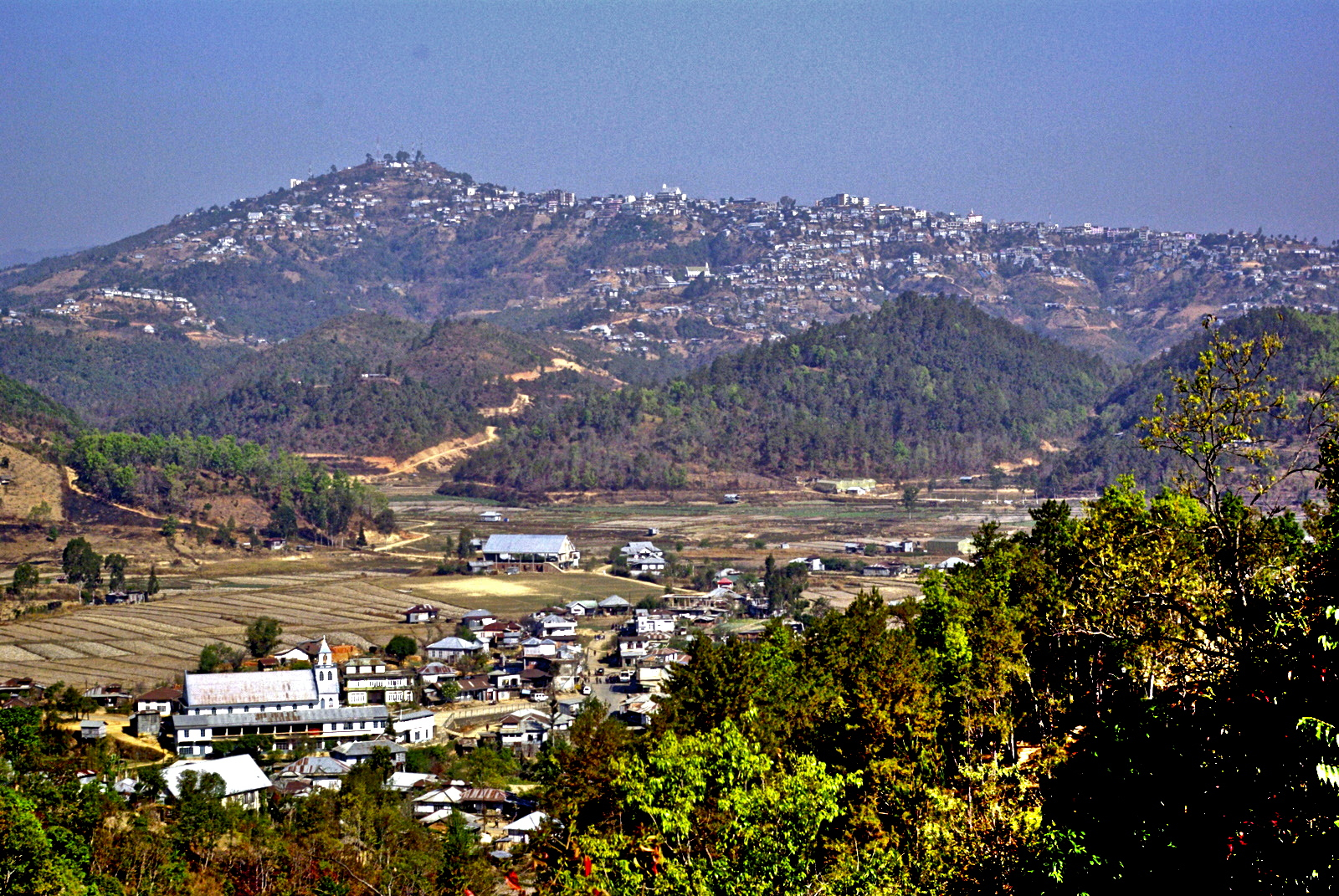
Le paysage du Mizoram est composé principalement de collines et de grandes vallées. La plupart des villages et des villes sont situés sur les flancs des collines.

Le Mizoram est une terre de collines, de vallées, de rivières et de lacs. Environ 21 chaines de collines principales ou sommets de hauteurs différentes parcourent l’État sur sa longueur et sa largeur, avec des plaines éparpillées ici et là. La hauteur moyenne des collines à l’ouest de l’État est d’un peu plus de 1 000 mètres. Elles s’élèvent progressivement jusqu’à 1 300 mètres (4 300 pieds) à l’est. Certaines régions, cependant, ont des collines plus élevées qui atteignent parfois une hauteur de plus de 2 000 mètres (6 600 pieds). Phawngpui Tlang (aussi connu sous le nom de Blue Mountain), situé dans la partie sud-est de l’État, est le plus haut sommet du Mizoram avec une altitude de 2 210 mètres (7 250 pieds). 91 % de l’État est couvert de forêts. Bien que découragée, l’agriculture sur brulis (ou jhum) reste pratiquée au Mizoram et touche en conséquence sa topographie,.

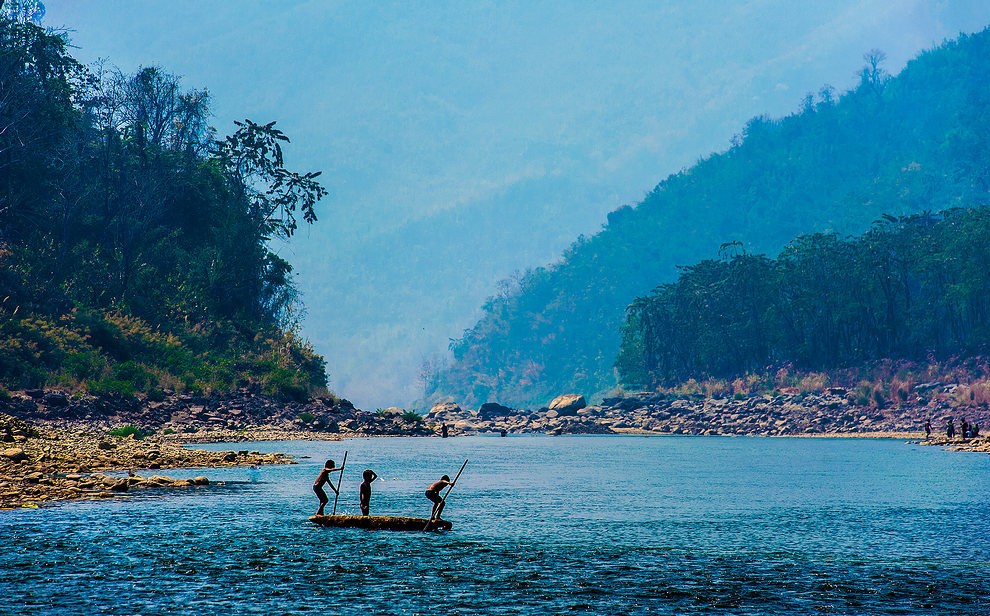
Le Fleuve Chhimtuipui.

Le Mizoram dispose, selon le Geological Survey of India, d’une topographie immature, et son expression physiographique se compose de plusieurs vallées longitudinales presque nord-sud contenant une série de petits hummocks plats, la plupart anticlinaux, parallèles aux chaines de collines sous-parallèles et aux étroites vallées synclinales adjacentes avec une série de sommets topographiques. La géologie générale du Mizoram occidental consiste en une succession répétitive de roches sédimentaires néogéniques du groupe de Surma et de la Formation de Tipam telles que le grès, la siltstone, le mudstone et des poches rares de calcaire coquillier. La partie orientale fait partie du Groupe Barail. Le Mizoram se trouve dans la zone sismique V selon l’ India Meteorological Department  ; comme dans les autres États de l’Inde du Nord-Est, cela signifie que le Mizoram est celui qui présente le plus grand risque de tremblements de terre par rapport à d’autres parties du pays.
Le plus grand fleuve du Mizoram est Chhimtuipui, aussi connu sous le nom de Kaladan, Kolodyne ou Chimtuipui. Il est originaire de l’État Chin en Birmanie et traverse les districts de Saiha et Lawngtlai dans la pointe sud du Mizoram pour retourner vers l’État de Rakhine en Birmanie. Bien que de nombreuses autres rivières et ruisseaux ruissèlent dans les chaines de collines, les plus importantes et les plus utiles sont les rivières Tlawng, Tut, Tuirial et Tuivawl qui parcourent le territoire septentrional et finissent par rejoindre la rivière Barak dans le district de Cachar. Les rivières ont un faible gradient d’écoulement, surtout au sud.
Le lac Palak est le plus grand du Mizoram et couvre 30 hectares (74 acres). Le lac est localisé dans le district de Saiha au sud du Mizoram. D’aucuns croient que le lac a été créé à la suite d’un tremblement de terre ou d’une inondation. La population locale pense qu’un village submergé git intact sous les eaux. Le lac Tam Dil est un lac naturel situé à 85 kilomètres d’Aizawl. La légende raconte qu’un immense plant de moutarde se trouvait à cet endroit. Lorsque la plante était coupée, des jets d’eau jaillissaient de celle-ci et finirent, petit à petit, par donner naissance à une mare d’eau, d’où le nom Tam Dil qui signifie « lac de la plante moutarde ». Aujourd’hui, le lac est une attraction touristique prépondérante et un lieu de villégiature. Le lac le plus important de l’histoire Mizo, Rih Dil, est ironiquement placé en Birmanie, à quelques kilomètres de la frontière indo-birmane. D’aucuns croyaient que les âmes disparues passaient par ce lac avant de se rendre à Pialral (le paradis selon le folklore des tribus mizo). Le Mizoram est aussi appelé « État péninsule », car il est entouré de frontières internationales sur trois côtés.

### Climat
Le climat du Mizoram est doux, relativement frais en été (20 à 29 °C [68 à 84 °F]), mais celui-ci se réchauffe progressivement, en raison du changement climatique. En hiver, la température varie de 7 à 22 °C (45 à 72 °F). La région est influencée par les moussons, avec des pluies abondantes de mai à septembre et peu de pluies pendant la saison sèche (froide). La configuration climatique est tropicale-humide à subtropicale-humide, avec des précipitations moyennes de 254 centimètres (100 pouces) par an. Dans la capitale Aizawl, les précipitations sont d’approximativement 215 centimètres (85 pouces) et à Lunglei, un autre centre important, d’environ 350 centimètres (140 pouces). L’État se trouve dans une région où les cyclones tropicaux et les glissements de terrain peuvent causer des urgences météorologiques.
| Mois                              | jan. | fév. | mars | avril | mai  | juin | jui. | août | sep. | oct. | nov. | déc. | année |
| --------------------------------- | ---- | ---- | ---- | ----- | ---- | ---- | ---- | ---- | ---- | ---- | ---- | ---- | ----- |
| Température minimale moyenne (°C) | 11,4 | 12,8 | 15,6 | 17,5  | 18,1 | 18,9 | 19,1 | 19,1 | 19,2 | 18   | 15,1 | 12,2 | 16,42 |
| Température maximale moyenne (°C) | 20,4 | 21,7 | 25,2 | 26,8  | 26,3 | 25,5 | 25,3 | 25,5 | 25,7 | 24,7 | 23   | 21   | 24,26 |

| Mois                | jan. | fév. | mars | avril | mai | juin  | jui.  | août  | sep.  | oct.  | nov. | déc. | année   |
| ------------------- | ---- | ---- | ---- | ----- | --- | ----- | ----- | ----- | ----- | ----- | ---- | ---- | ------- |
| Précipitations (mm) | 13,4 | 23,4 | 73,4 | 167,7 | 289 | 406,6 | 320,4 | 320,6 | 305,2 | 183,7 | 43,2 | 15,3 | 2 161,4 |

### Biodiversité

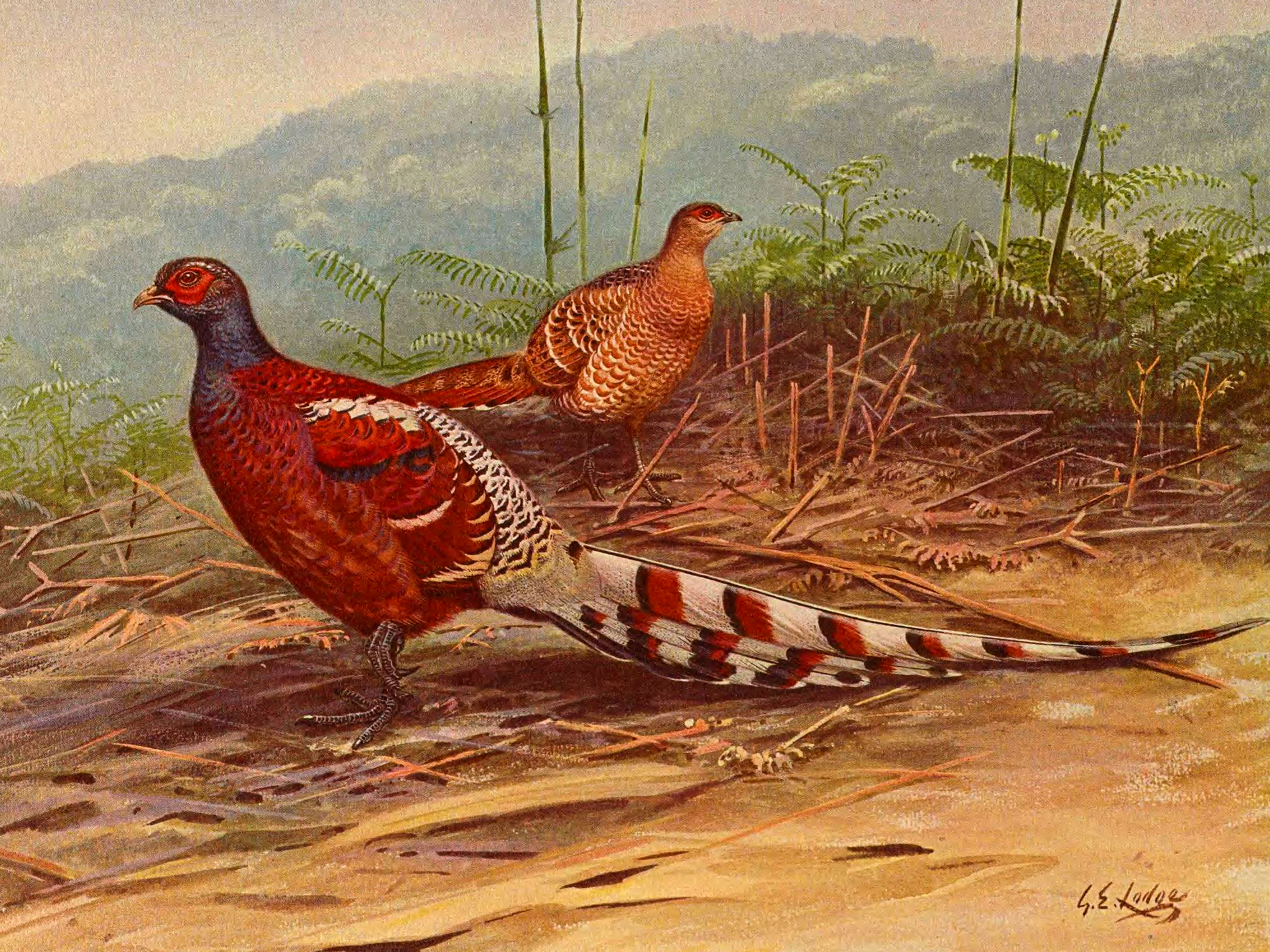
Le Faisan de Hume, aussi connu sous le nom de Vavu en Mizo, est un des emblèmes de l'État.

Selon le rapport Forest Survey of India de 2011, le Mizoram possède le troisième couvert forestier total le plus grand avec 1 594 000 hectares et le pourcentage le plus important (90,68 %) d'Inde rapporté à la surface. Les forêts tropicales à feuillus semi-humides, tropicales-humides et caduques, les collines subtropicales à feuilles larges et les pinèdes subtropicales sont les types de végétation les plus communs que l’on trouve au Mizoram. Le bambou est commun dans l'État et évolue typiquement avec divers végétaux forestiers ; environ 9 245 km2 (44 %) de sa superficie sont couverts de bambou. Le Mizoram et les gouvernements centraux de l'Inde ont coopéré pour réserver et protéger 67 % des terres couvertes par les forêts, et 15 % supplémentaires par la gestion. Le reste des terres sont des terres non boisées destinées à la culture, à l’industrie, à l’exploitation minière, au logement et à d’autres activités humaines commerciales.

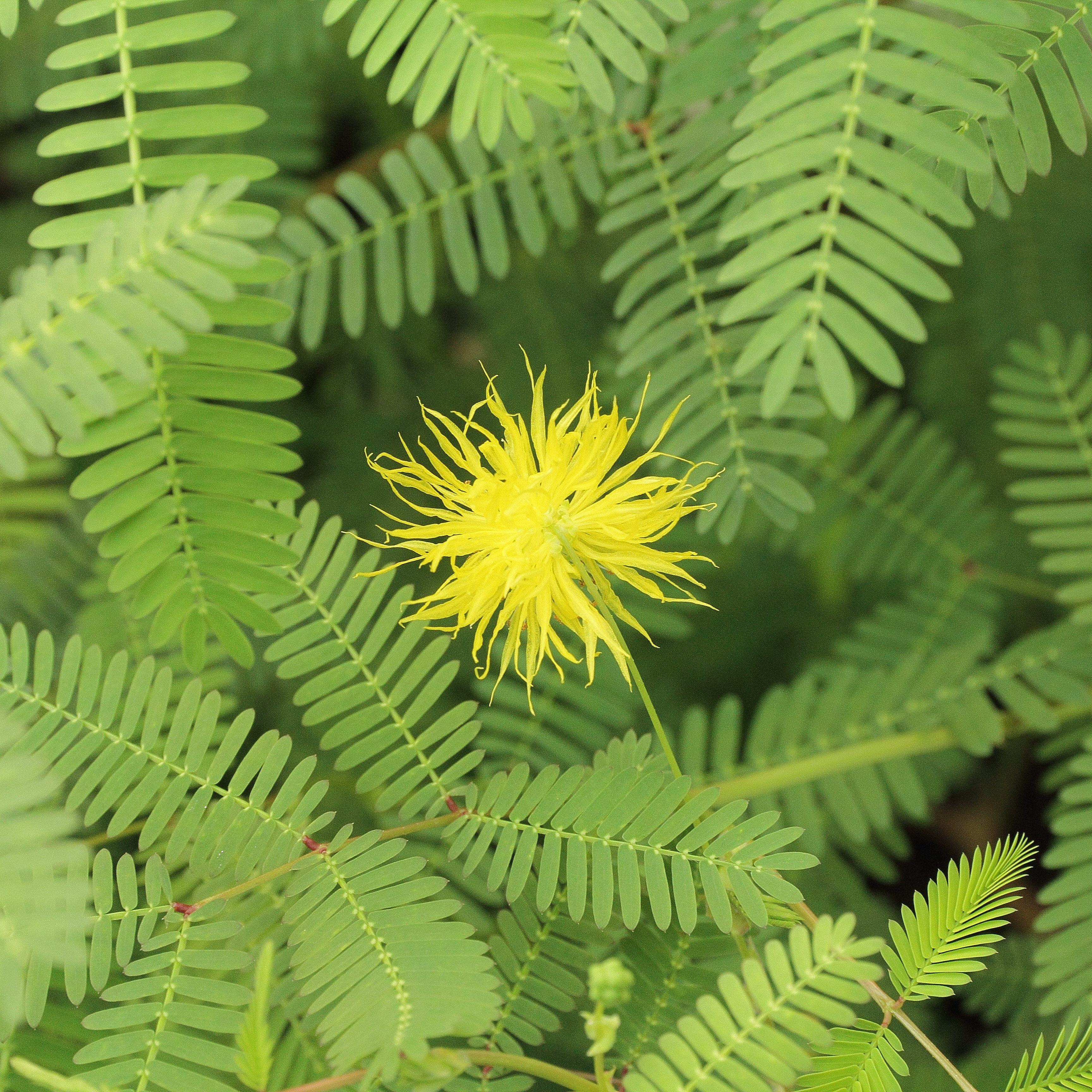
Neptunia oleracea

Le jhum, ou agriculture sur brûlis, était une tradition historique au Mizoram et menaçait le couvert forestier. Cette pratique a diminué au cours des dernières décennies, en raison d’une initiative soutenue par le gouvernement pour favoriser des cultures horticoles telles que les plantations d'ananas et de bananes.
Le Mizoram abrite de nombreuses espèces d'oiseaux, de faune et de flore. Environ 640 espèces d'oiseaux ont été identifiées dans l'État, dont beaucoup sont endémiques dans les contreforts de l'Himalaya et en Asie du Sud-Est. Parmi les oiseaux présents dans les forêts du Mizoram, 27 figurent sur les listes mondiales des espèces menacées et 8 sont en danger critique d'extinction. Parmi les oiseaux importants repérés au Mizoram, on trouve ceux des familles des Phasianidae, Anatidae, Ciconiidae, Threskiornithidae, Ardeidae, Pelecanidae, Phalacrocoracidae, Falconidae, Accipitridae, Otididae, Rallidae, Heliornithidae, Turnicidae, Burhinidae, Charadriidae, Scolopacidae, Jacanidae, Laridae, Columbidae, Psittacidae, Cuculidae, Strigidae, Caprimulgidae, Apodidae, Alcedinidae, Meropidae, Bucerotidae, Ramphastidae, Picidae, Pittidae, Laniidae, Campephagidae, Dicruridae, Corvidae, Paridae, Hirundinidae, Cisticolidae, Pycnonotidae, Sylviidae, Timaliidae, Sittidae, Sturnidae, Turdidae, Dicaeidae, Chloropseidae, Ploceidae, Motacillidae, Fringillidae, Nectariniidae et Muscicapidae. Chacune de ces familles contient plusieurs espèces.
Le Mizoram abrite également une faune variée, tout comme les États de l'Inde du Nord-Est. Les espèces de mammifères observées dans ses forêts incluent le nycticèbe (Nycticebus coucang), le saro carmin (qui est l'animal d'État), le goral (Nemorhaedus goral), le tigre (Panthera tigris), le léopard (Panthera pardus), la panthère nébuleuse (Neofelis nebulosi), le chat-léopard (Prionailurus bengalensis) ou encore l'ours noir d'Asie (Ursus thibetanus). Les primates observés comprennent le macaque à face rouge (Macaca arctoides), le gibbon houlock (Hylobates hoolock), le semnopithèque de Phayre (Trachypithecus phayrei) et le Trachypithecus pileatus. L’État accueille aussi de nombreux reptiles, amphibiens, poissons et invertébrés,.
L'État abrite deux parcs nationaux et six réserves fauniques : Blue Mountain (Phawngpui) National Park, Dampa Tiger Reserve (la plus grande), Lengteng Wildlife Sanctuary, Murlen National Park, Ngengpui Wildlife Sanctuary, Tawi Wildlife Sanctuary, Khawnglung Wildlife Sanctuary et Thorangtlang Wildlife Sanctuary.

## Démographie
| 1951    | 1961    | 1971    | 1981    | 1991    | 2001    | 2011      |
| ------- | ------- | ------- | ------- | ------- | ------- | --------- |
| 196 202 | 266 063 | 332 390 | 493 757 | 689 573 | 888 573 | 1 091 014 |

Le Mizoram compte 1 091 014 habitants, dont 552 339 hommes et 538 675 femmes. Cela reflète une croissance de 22,8 % depuis le recensement de 2001. Le Mizoram est le deuxième État le moins peuplé d’Inde. Le ratio homme-femme de l’État est de 976 femmes pour mille hommes, supérieur au ratio national de 940. La densité de population est de 52 personnes par kilomètre carré.
Le taux d’alphabétisation du Mizoram en 2011 était de 91,33 %, supérieur à la moyenne nationale de 74,04 %, et le deuxième meilleur parmi tous les États de l’Inde juste derrière le Kerala. Environ 52 % de la population du Mizoram vit dans les zones urbaines, ce qui est beaucoup plus élevé que la moyenne du pays. Plus d’un tiers de la population du Mizoram vit dans le district d’Aizawl où se trouve la capitale,,.

### Groupes ethniques
La grande majorité de la population du Mizoram se compose de plusieurs tribus ethniques qui sont liées culturellement ou linguistiquement. Ces groupes ethniques sont collectivement connus sous le nom de Mizos (Mi signifie « peuple », Zo veut dire « colline ou montagne » ; Mizo signifie donc « peuple des collines »). Les Mizos sont répartis dans les États de l’Inde du Nord-Est, en Birmanie et au Bangladesh. Ils appartiennent à de nombreuses tribus. Cependant, il est difficile de nommer une tribu en particulier, car il n’y a jamais eu de recensement concret.
Au XVIe siècle, le premier groupe de Mizos traversa la rivière Tiau et s’installa au Mizoram. Ils furent dénommés Kukis par les Bengalis. Le terme Kuki désigne les habitants de l’intérieur et des montagnes inaccessibles. Le premier groupe s’appelait Old Kukis et incluait les Biate et les Hrangkhol. Le second groupe qui a suivi comprenait les Lushei (ou Lusei), Paite, Lai, Mara, Ralte, Hmar, Thadou, Shendus et diverses tribus. Ces tribus sont subdivisées en de nombreux clans et ces clans sont ensuite subdivisés en sous-clans. Par exemple, les Hmars sont divisés en Thiek, Faihriem, Lungtau, Darngawn, Khawbung, Zote et autres. Ces clans ont parfois de légères différences linguistiques. Les Bru (Reang), Chakma, Tanchangya, Chin d’origine du nord de la montagne Arakan, sont des tribus non Kuki du Mizoram et certaines d’entre elles ont des origines indo-aryennes. La tribu Bnei Menashe revendique quant à elle une origine juive, reconnue par Israël.
La diversité des groupes tribaux reflète les tendances historiques de l’immigration. Différentes tribus et sous-tribus sont arrivées dans l’actuel État du Mizoram par vagues successives et se sont installées dans différentes parties de l’État. Les raids, la peur des raids et les querelles intertribales ont engendré un isolement qui a entrainé la création de nombreuses tribus et sous-tribus. Le peuple mizo suffixe habituellement les prénoms descriptifs avec leur tribu.
Outre les groupes tribaux, d’autres groupes ethniques habitent le Mizoram. Par exemple, les Gorkhas népalais ont été encouragés à s’établir dans la région d’Aizawl et d’autres parties du Mizoram pendant la période coloniale britannique. Des milliers de leurs descendants sont maintenant résidents du Mizoram.

### Tribus répertoriées
Selon le recensement de 2011, Mizoram comptait 1 036 115 personnes (95 % du total) classées comme tribus répertoriées (Scheduled Tribe), soit la plus forte concentration de populations tribales parmi tous les États d'Inde,. Cette classification démographique, donnée aux tribus du Mizoram depuis les années 1950, a donné lieu à des ressources supplémentaires en matière d’éducation et de possibilités d’emploi dans la fonction publique. Ce système est un traitement préférentiel vu comme un moyen d’accélérer l’intégration des individus à la société indienne en général.

### Langues
Langues parlées au Mizoram en 2001,,
- Mizo (73,2 %)
- Chakma (9,01 %)
- Mara (3,82 %)
- Lai (2,7 %)
- Kuki (2,37 %)
- Tripuri (1,9 %)
- Hmar (1,5 %)
- Paite (1,5 %)
- Autres langues (4 %)

Mizoram : langue majoritaire et langues minoritaires par sous-district en 2011

Le mizo est la langue officielle et la plus employée pour les interactions verbales, mais l’anglais, qui s’avère important dans l’éducation, l’administration, les formalités et la gouvernance, est largement utilisé. Le dialecte duhlian, également connu sous le nom de lusei, était la première langue du Mizoram qui est devenu par la suite langue mizo. La langue est mélangée avec d’autres dialectes comme le hmar, mara, lai, thadou-Kuki, paite, gangte, etc. Les missionnaires chrétiens ont développé l’écriture mizo. L’écriture est une combinaison de l’écriture romaine et du Système de Hunter avec des traces majeures d’un système orthographique basé sur la phonétique. Le mizo dispose de 25 lettres dans son alphabet : A, AW, B, CH, D, E, F, G, NG, H, I, J, K, L, M, N, O, P, R, S, T, Ṭ, U, V, Z. Le mizo est l’une des langues ayant un statut officiel en Inde (au niveau de l’État). Le népali est également parlé par les immigrants népalais.
Les principales langues parlées lors du recensement de 2001 sont le mizo (650 605), le chakma (80 389), le lakher (34 731), le pawi (24 900), le kuki (21 040), le tripuri (17 580), le hmar (14 240), le paite (14 367), etc.

### Religion
Religions au Mizoram en 2011,
- Christianisme (87,16 %)
- Bouddhisme (8,51 %)
- Hindouisme (2,75 %)
- Islam (1,35 %)
- Jaïnisme (0,03 %)
- Sikhisme (0,03 %)
- Autre ou pas de religion (0,16 %)

La majorité (87 %) des Mizos sont chrétiens de diverses confessions, essentiellement presbytériennes. Le Mizoram a une population bouddhiste Chakma Theravada à 8,5 %, ce qui en fait la plus grande minorité, suivie par les hindous à 2,7 % selon le recensement de 2011. Plusieurs milliers de personnes, principalement des Mizo ethniques, se sont convertis au judaïsme en prétendant appartenir à la tribu juive perdue Bnei Menashe descendante de la Menasseh biblique. Les musulmans représentent environ 1,3 % de la population de l’État. Les 3 000 individus restants sont des sikhs, des jaïns et des membres d’autres religions.

#### Christianisme
La principale dénomination chrétienne est l’Église presbytérienne du Mizoram qui a été fondée en 1894 par un pasteur missionnaire gallois, le Révérend Jones. Au moment où l’Inde accéda à l’indépendance de l’Empire britannique, environ 80 % des membres de la tribu Lushei s’étaient convertis au christianisme. L’Église presbytérienne du Mizoram est l’un des corps constitués de l’Assemblée générale de l’Église presbytérienne d’Inde à Shillong au Meghalaya ; elle est devenue le groupe dominant dans les collines du nord du Mizoram. Dans les collines du sud du Mizoram, l’Église baptiste domine. Les autres églises chrétiennes présentes au Mizoram comprennent l’Église pentecôtiste unie, l’Armée du Salut, l’Église adventiste du septième jour, Kohhran Thianghlim, l’Église catholique romaine, Lairam Isua Krista Baptiste Kohhran (LIKBK), la Congregational Church of India (Maraland), l’Église évangélique du Maraland, l’Independent Church of India (ICI) et l’Evangelical Free Church of India (EFCI).

#### Bouddhisme
Selon le recensement de 2001, plus de 70 494 personnes se réclament du bouddhisme au Mizoram. Les Chakmas et Tongchangya ou Tanchangya sont bouddhistes depuis des siècles. Il existe une centaine de monastères (connus sous le nom de vihara en Pali) au Mizoram. Parmi les nombreuses écoles de bouddhisme qui existent depuis peu au Mizoram, l’on peut citer par exemple le Bouddhisme theravada.

#### Hindouisme
Selon le recensement de 2001, il y avait 31 562 hindous au Mizoram, soit environ 3,55 %. Sur ce nombre, 26 448 étaient des non-autochtones et 5 114 étaient de tribus autochtones. Auparavant, il y avait importante population hindoue parmi les communautés Reang (Bru), mais à la suite de tensions entre communautés, beaucoup d’entre elles ont émigré au Tripura et en Assam. En 1961, la population hindoue était d’un peu moins de 6 %.

#### Autres religions
Il y a aussi quelques Mizos qui pratiquent le judaïsme (866 d’après le recensement de 2001) et une religion traditionnelle mizo modernisée appelée Hnam sakhua, qui met tout particulièrement l’accent sur la culture mizo et cherche à raviver les valeurs traditionnelles mizo, tout en attaquant l’influence exercée par le christianisme sur les Mizos.
Au total, 1 367 personnes pratiquaient la religion mizo selon le recensement de 2001. Ce nombre incluait, en plus de la religion Mizo originale (755 personnes), les adeptes d’autres religions tribales telles que le Lalchhungkua (279), le Lalhnam (122) et le Nunna Lalchhungkua (211).

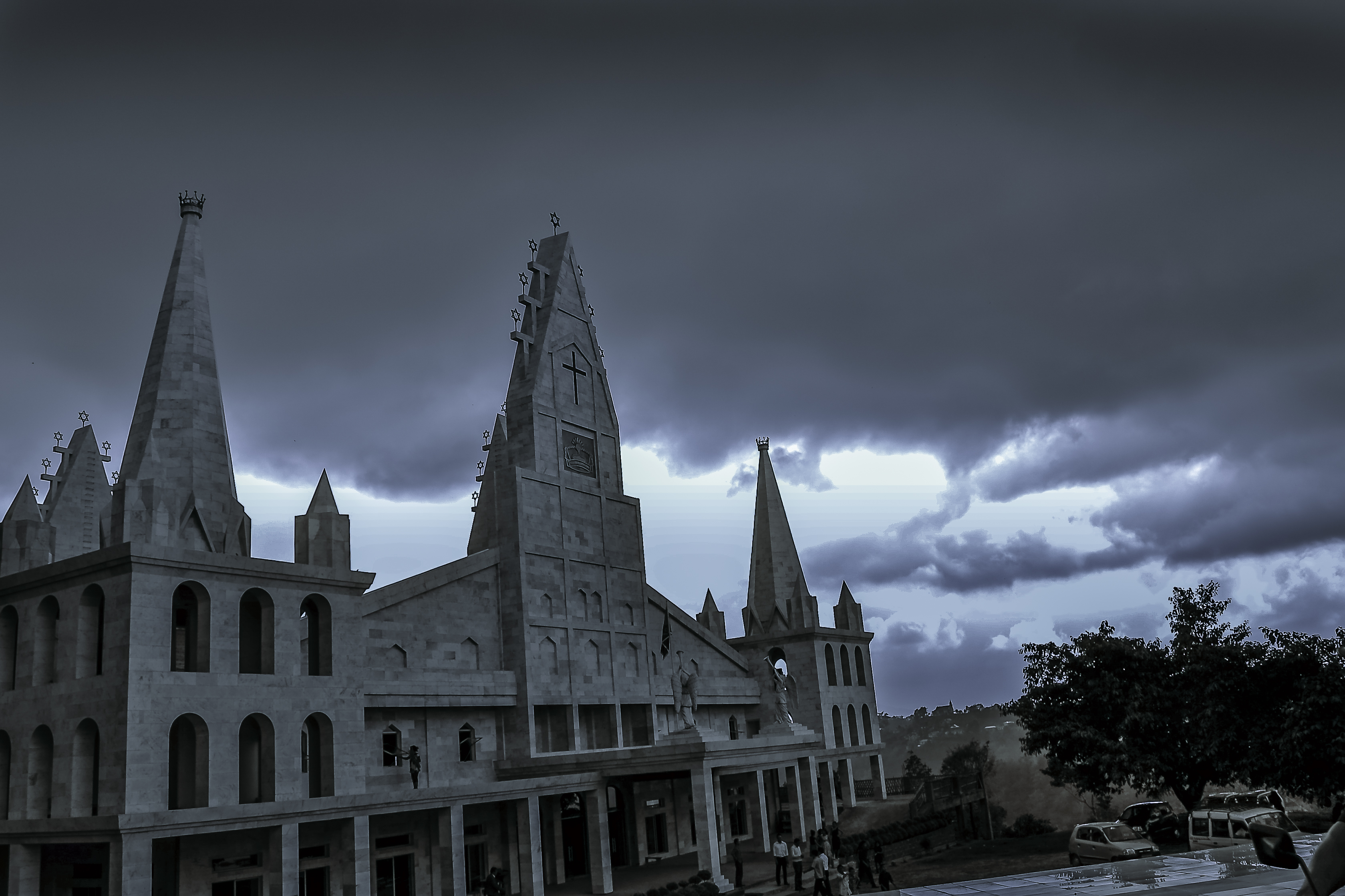
Temple de Salomon

## Politique

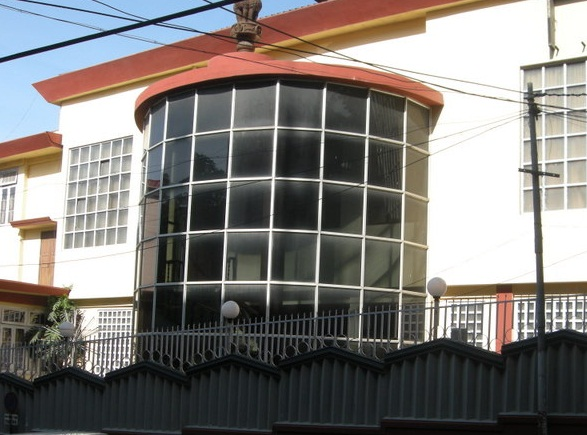
Mizoram Assembly House

À l’origine, les terres villageoises, localement appelées ram, étaient la propriété du chef de tribu. L’institution de la chefferie remonte au XVIe siècle. Chaque village se comportait comme un petit État dirigé par un chef désigné par le terme Lal. La règle était héréditaire et il n’y avait pas de lois écrites (le premier texte pour la langue mizo a été rédigé par les missionnaires chrétiens Lorraine et Savidge vers 1895).
Après l’annexion par les Britanniques dans les années 1890, la partie nord du Mizoram était administrée sous le nom de Lushai Hills District of Assam, tandis que le sud du Mizoram faisait partie du Bengale. En 1898, la partie méridionale fut transférée du Bengale à l’Assam. Le pouvoir colonial a conservé les chefs et les coutumes mizo, y compris le transfert héréditaire du pouvoir politique stratifié socialement. En 1937, en vertu de la section 6 de la Scheduled District Act, l’administration britannique consolide le pouvoir politique exécutif et législatif du sous-commissaire et des magistrats de district, les chefs de village jouant un rôle consultatif. Par la suite, les pouvoirs politiques et judiciaires des chefs n’étaient ni définitifs ni exclusifs. Les décisions pouvaient faire l’objet d’un appel devant les tribunaux dotés de fonctionnaires britanniques. Après l’indépendance de l’Inde, la région s’est vu accorder le statut d’autonomie en 1952 et le peuple mizo a formulé ses propres lois et rendu des décisions judiciaires. En avril 1954, la région a été rebaptisée district de Mizo au sein de l’État d’Assam et, cette année-là, l’institution de la chefferie héréditaire a été abolie. En lieu et place de cette dernière, des cours et des conseils de village ont été fondés. La même année, l’Association des jeunes Mizo (Young Mizo Association) a été créée et demeure toujours une institution importante au Mizoram.
Les représentants du Lushai Hills Autonomous District Council et de l’Union Mizo (Mizo Union) ont demandé à la Commission de Réorganisation des États (States Reorganisation Commission ou SRC) d’intégrer au Conseil du District de l’Assam les zones du Tripura et du Manipur dominées par les Mizos. Les chefs tribaux du Nord-Est n’étaient pas satisfaits des recommandations finales de la SRC et se sont réunis à Aizawl en 1955 pour former un nouveau parti politique, l’Union tribale de l’Inde orientale (Eastern India Tribal Union ou EITU). Ce groupe a porté leur revendication d’un État distinct comprenant tous les districts des collines de l’Assam. Toutefois, la demande n’a pas été acceptée par le gouvernement.

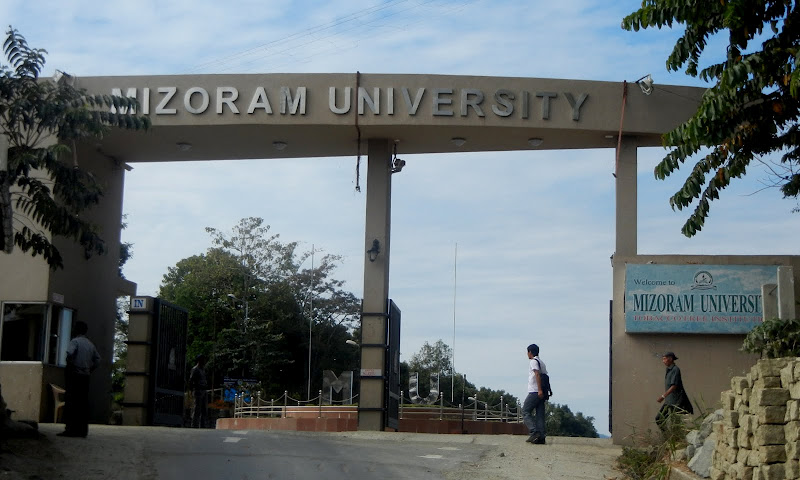
L'Accord de paix du Mizoram a été signé en juin 1986. L'Accord a accordé les libertés politiques en faisant du Mizoram un État à part entière de l'Inde, et a inclus des dispositions s'agissant des infrastructures telles que la constitition d'une Haute Cour et la création de l'Université du Mizoram (illustré).

Dans les années 1950, les craintes de l’hégémonie assamaise et le manque ressenti de préoccupation de la part gouvernement ont provoqué un mécontentement croissant chez les Mizos. Les Mizos étaient particulièrement insatisfaits de la réponse inadéquate du gouvernement à la famine résultant du mautam de 1958-1959. Le Front national Mizo de lutte contre la famine, une organisation créée en 1959 pour venir en aide aux victimes de la famine, s’est ensuite transformé en 1961 en une nouvelle organisation politique, le Front national Mizo (Mizo National Front (en) ou MNF). Le Front, cherchant à obtenir l’indépendance souveraine du territoire mizo, organisa une insurrection armée contre le gouvernement par le biais du soulèvement du 28 février 1966. La révolte a été réprimée par le gouvernement central, qui effectua des frappes aériennes à Aizawl et dans les environs,. Le Front national Mizo a été rendu hors la loi en 1967, tandis que l’Union Mizo et d’autres organisations continuaient de réclamer la création d’un État Mizo distinct au sein de la République de l’Inde.
L’État de l’Assam a été divisé puis réorganisé en plusieurs régions politiques. La région des collines Mizo fut appelée Mizoram après l’insurrection et reçut le statut de territoire de l’Union en 1972. Un accord de paix a été signé entre le gouvernement central et les groupes insurgés du Mizoram le 30 juin 1986. En vertu de l’accord, les insurgés ont rendu leurs armes et le Mizoram est devenu le 23e État de l’Inde en 1986, formalisé l’année suivante. La première élection de l’Assemblée législative du Mizoram s’est tenue le 16 février 1987. Depuis, des élections ont lieu tous les cinq ans. Les élections les plus récentes du Mizoram se sont déroulées le 25 novembre 2013 en vue de l’attribution de 40 sièges à l’Assemblée législative. Le taux de participation a été de 81 %. Le Congrès national indien (Indian National Congress) dirigé par Lal Thanhawla a été réélu au pouvoir.

### Administration
| District  | Population (2011) | Densité de population par km2 |
| --------- | ----------------- | ----------------------------- |
| Aizawl    | 400,309           | 117                           |
| Lunglei   | 161,428           | 35                            |
| Champhai  | 125,745           | 37                            |
| Lawngtlai | 117,894           | 39                            |
| Mamit     | 86,364            | 29                            |
| Kolasib   | 83,955            | 56                            |
| Serchhip  | 64,937            | 47                            |
| Saiha     | 56,574            | 52                            |

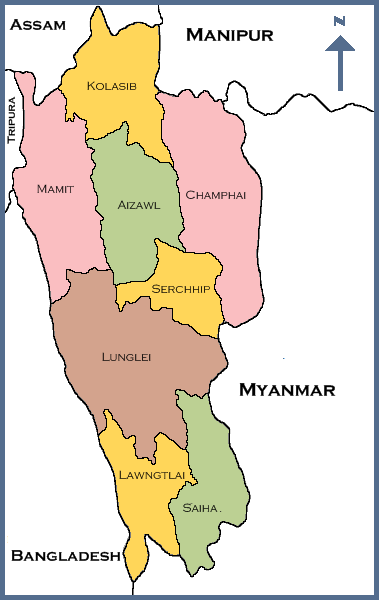
Districts du Mizoram

L’Assemblée législative de l’État du Mizoram compte 40 sièges et les conseils de village constituent la base de la démocratie et du leadeurship au Mizoram. L’État a un ministre en chef, un conseil des ministres et un portefeuille de ministères responsables des différentes priorités et du rôle du gouvernement.
Il existe trois Conseils de district autonomes (Autonomous District Councils ou ADCs) pour les tribus ethniques au Mizoram, à savoir le Chakma Autonomous District Council (dans la partie sud de l’État, à la frontière du Bangladesh), le Lai Autonomous District Council (LADC) pour les Lai dans la partie sud de l’État, et le Mara Autonomous District Council (MADC) pour les Mara dans la partie sud-est.
Il y a huit districts au Mizoram. Typiquement, un district au sein du Mizoram est dirigé par un sous-commissaire chargé de l’administration de ce district. Le sous-commissaire est le chef exécutif du district : il est responsable de la mise en œuvre des règlements du gouvernement, de l’application de la loi et de l’ordre dans le district, ainsi que du recouvrement de l’impôt pour le gouvernement.
Les surintendants de police sont responsables de l’administration policière de chaque district. Ces fonctionnaires travaillent avec les conseils de village dans chaque district.

## Économie

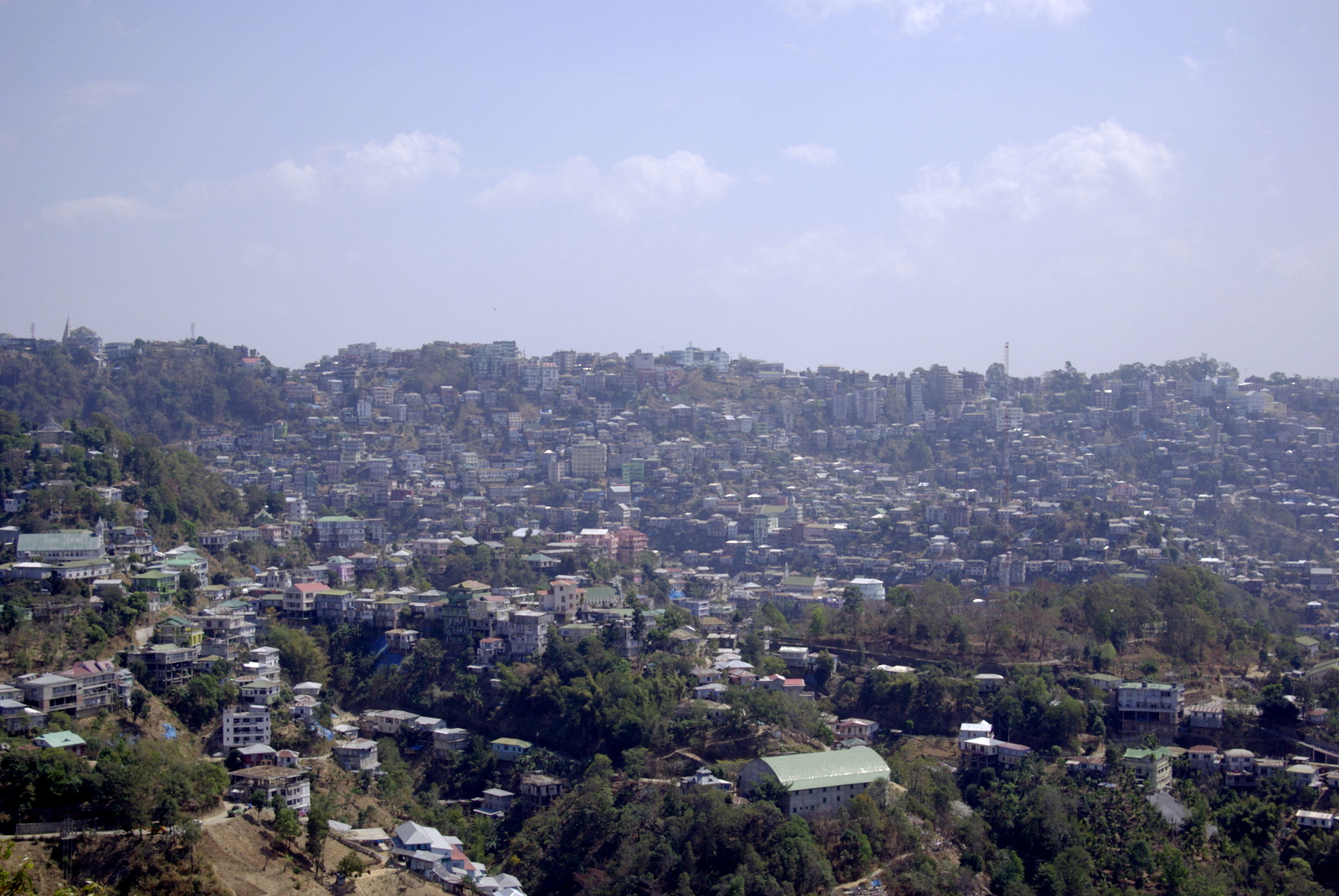
Aizawl, capitale de l'État du Mizoram.

Le produit intérieur brut (PIB) du Mizoram en 2011-2012 était d’environ 6 991₹ crore (soit 1,1 milliard de dollars US). Le taux de croissance du produit intérieur brut (PIB) de l’État était de près de 10 % par an sur la période 2001-2013. Avec ses frontières internationales avec le Bangladesh et la Birmanie, c’est un État important pour les importations d’Asie du Sud-Est vers l’Inde, ainsi que pour les exportations en provenance de l’Inde.
L’agriculture, l’administration publique et le secteur de la construction sont les principaux contributeurs à la croissance du PIB de l’État. La part du secteur tertiaire rapportée au PIB a fluctué entre 58 % et 60 % au cours de la dernière décennie,.
En 2013, selon la Banque de réserve de l’Inde, 20,4 % de la population totale de l’État vivait sous le seuil de pauvreté, soit légèrement moins que la moyenne de 21,9 % pour l’ensemble de l’Inde. La pauvreté rurale est significativement plus élevée au Mizoram dans la mesure où 35,4 % de la population demeure sous le seuil de pauvreté tandis que la moyenne nationale est de 25,7 %. La pauvreté touche nettement moins les zones urbaines, puisque 6,4 % des habitants résidant dans les zones urbaines du Mizoram vivent en dessous du seuil de pauvreté.
Le Mizoram dispose d’une main-d’œuvre hautement alphabétisée, avec un taux d’alphabétisation de près de 90 % et un usage généralisé de l’anglais. L’État compte au total 4 300 kilomètres de routes, dont 927 kilomètres de routes nationales de haute qualité et 700 kilomètres de routes d’État. L’État aménage à l’heure actuelle sa rivière Kolodyne pour la navigation et le commerce international. L’aéroport du Mizoram se trouve dans la capitale Aizawl. L’État est déficitaire en électricité et prévoit de développer son potentiel hydroélectrique. Après l’agriculture, le principal pourvoyeur d’emplois est l’artisanat et l’horticulture. Le tourisme est une industrie en croissance. En 2008, l’État dénombrait près de 7 000 entreprises enregistrées. Le gouvernement de l’État a mis en œuvre des zones économiques spéciales (Special Economic Zones ou SEZs) pour encourager la croissance économique.

### Agriculture

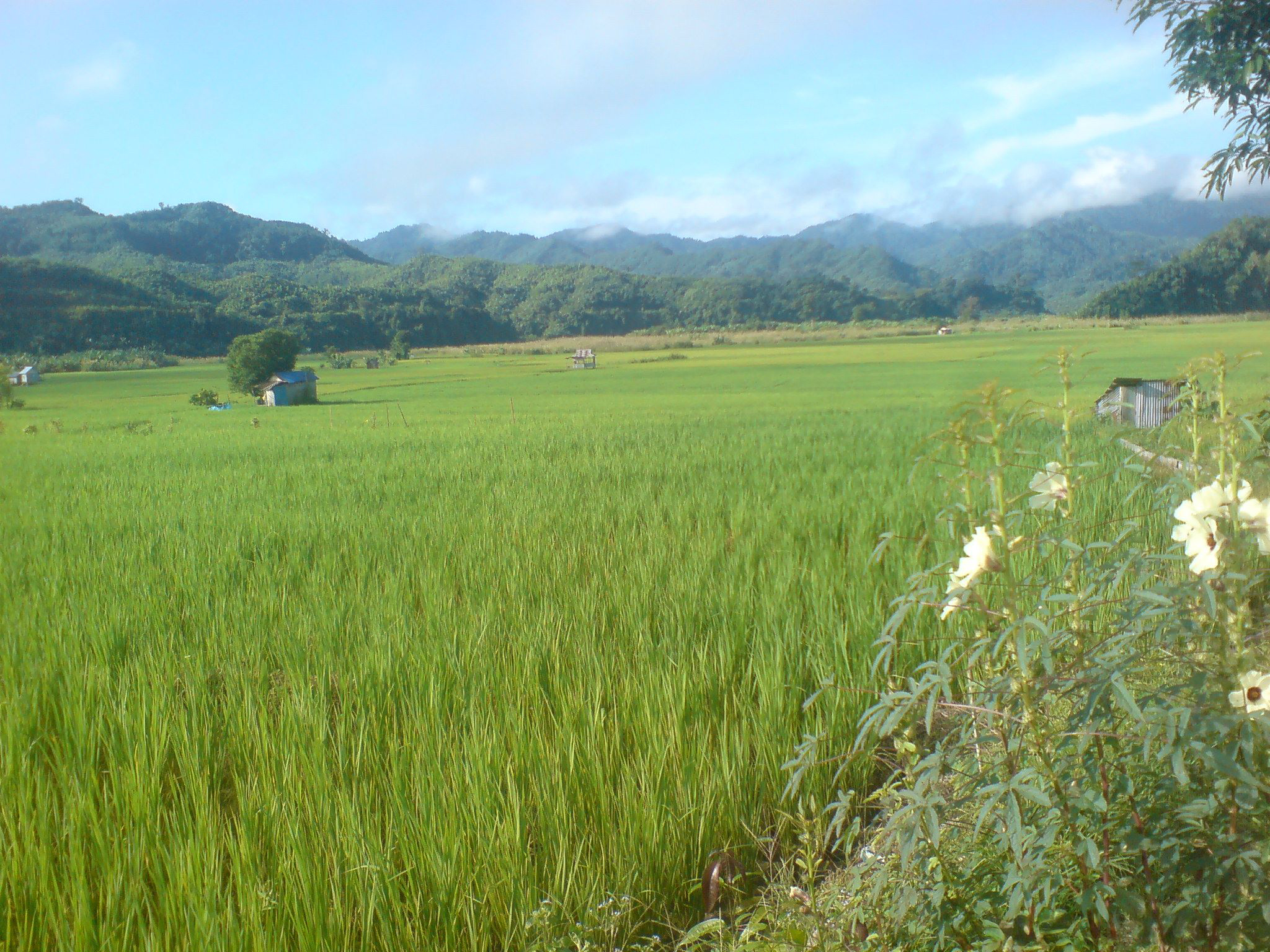
Une rizière à Zawlpui dans le district de Serchhip.

Entre 55 % et 60 % de la population active de l’État travaille chaque année dans le secteur agricole,. La contribution de ce dernier au produit intérieur brut de l’État était de 30 % en 1994, contre seulement 14 % en 2009 en raison de la croissance économique des autres secteurs.

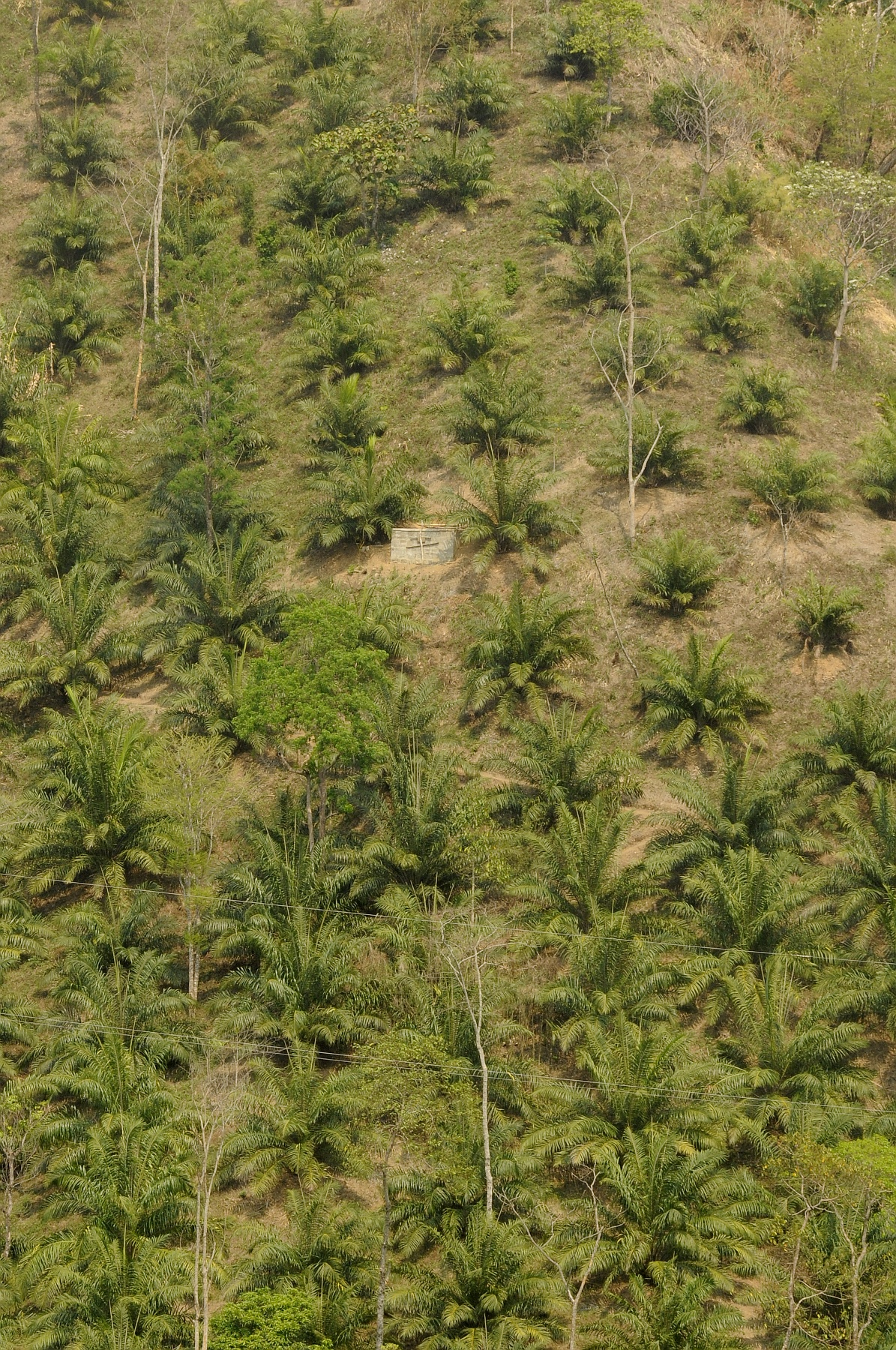
Palmeraie à Mamit

L’agriculture est traditionnellement une profession de subsistance au Mizoram. Le riz reste la culture la plus importante du Mizoram rapportée en valeur brute de la production, suivis par les fruits, les condiments et les épices.

#### Pratique du jhum
Avant 1947, l’agriculture du Mizoram était principalement dominée par l’agriculture sur brulis (ou jhum). Cette pratique a été découragée par le gouvernement de l’État qui a fini par lentement diminuer. Un rapport de 2012 estime que la proportion des superficies cultivées itinérantes au Mizoram est d’à peu près 30 %, dont une part prédominante pour la production de riz (56 % à 63 % selon les années). Malgré le fait que la plus grande quantité de travail agricole soit consacrée au riz, les rendements sont faibles ; le rendement moyen du riz du Mizoram par acre correspond à approximativement 70 % du rendement moyen du riz par acre en Inde et à 32 % du meilleur rendement de toute l’Inde. Le Mizoram produit environ 26 % du riz qu’il consomme chaque année et achète le déficit à d’autres États de l’Inde.

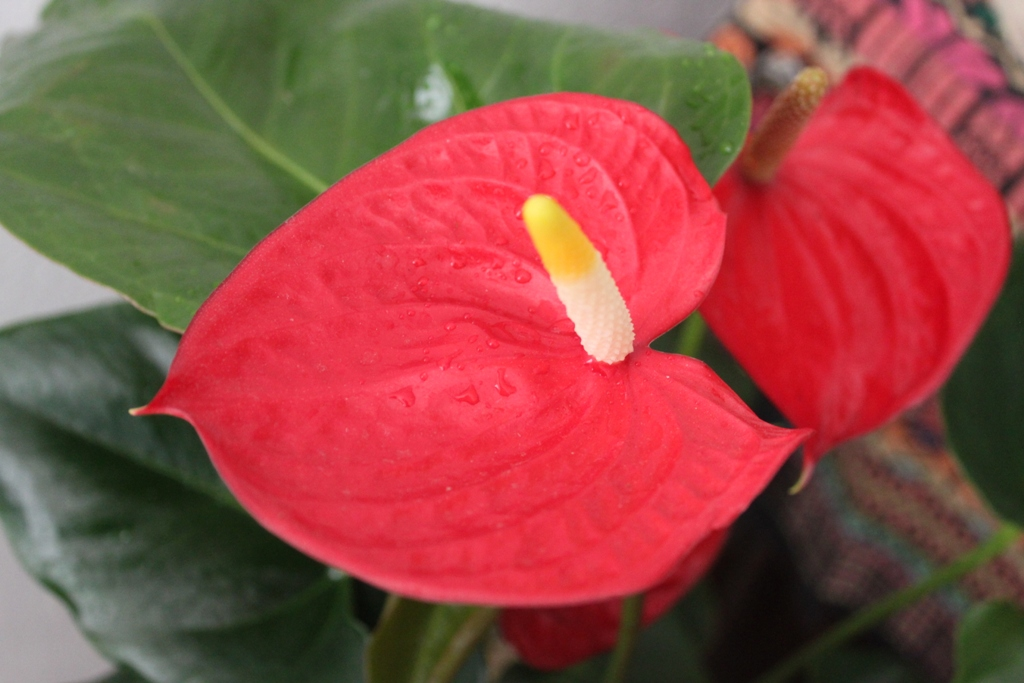
Le Mizoram produit plus de 7 millions de tonnes d'anthurium (illustré), ce qui lui permet d'approvisionner le marché intérieur et d'exporter vers les Émirats arabes unis, le Royaume-Uni et le Japon. La majorité des producteurs et des salariés de cette activité sont des femmes de la région.

La surface cultivée utilisée pour la pratique du jhum alterne au Mizoram, c’est-à-dire que la zone taillée, coupée et brulée pour une culture est abandonnée pendant quelques années, puis les cultivateurs (ou jhumias) reviennent à la coupe et brulent la même parcelle après quelques années de non-utilisation. D’après Goswami et al., les raisons principales du caractère cyclique de l’agriculture sur brulis sont d’ordre personnel, économique, social et physique. Le jhum offre de faibles rendements agricoles et constitue une menace pour le biome du Mizoram ; les auteurs appellent à un soutien institutionnel accru de la part du gouvernement afin de migrer vers des cultures horticoles à revenu plus élevé et de garantir en conséquence un approvisionnement en denrées alimentaires de base abordables pour la survie.

#### Horticulture
En matière d’horticulture et de floriculture, le Mizoram est un important producteur et exportateur mondial d’anthurium (plus de 7 millions par an) et de roses. Il est également un producteur substantiel et fournisseur national de banane, de gingembre, de curcuma, de fruit de la passion, d’orange et de chayote. Seulement 6 % des terres cultivées du Mizoram étaient consacrées à l’horticulture et à la floriculture en 2009, ce qui laisse présager un grand potentiel de croissance, d’exportation et d’intégration économique avec d’autres États indiens. En 2013, la superficie consacrée à l’horticulture et à la floriculture s’est accrue pour atteindre 9,4 % sur un potentiel estimé à 1,2 million d’hectares.
La productivité agricole est très faible au Mizoram. Il y a beaucoup de précipitations, mais les sols sont poreux et les infrastructures d’irrigation sont inadéquates, ce qui nuit au rendement et à la fiabilité des cultures. Il est possible de résoudre cette question du rendement en construisant une infrastructure d’irrigation et en adoptant de meilleures techniques culturales. L’État a également une consommation très faible d’engrais et de pesticides, ce qui, selon les spécialistes, offre des opportunités pour l’agriculture biologique, en particulier pour les légumes et les fruits.

### Foresterie, pêche et sériciculture
Le Mizoram est l’un des principaux producteurs de bambou en Inde, : l’État possède 27 espèces de bambou et fournit 14 % du bambou commercial indien. Les produits forestiers contribuent à hauteur de 5 % au produit intérieur brut de l’État. En outre, l’État produit environ 5 200 tonnes de poisson par an. Enfin, la sériciculture est une importante industrie artisanale qui engage près de 8 000 familles dans plus de 300 villages mizo.

### Industrie
Le Mizoram fait face à des difficultés en ce qui concerne le développement des industries. Le déficit d’infrastructures de transport est l’un des principaux inconvénients. Parmi les autres problèmes auxquels l’État est confronté figure le manque d’électricité, de capitaux, de télécommunications et d’accès aux marchés d’exportation.
Le Mizoram possède deux zones industrielles à Zuagtui et Kolasib. Un autre parc informatique est en cours d’établissement sur le campus de l’Université du Mizoram. Le gouvernement de l’État a acquis 127 acres de terres à Khawnuam pour le développement d’une cité commerciale à la frontière indo-birmane.

### Infrastructure pour l’éducation

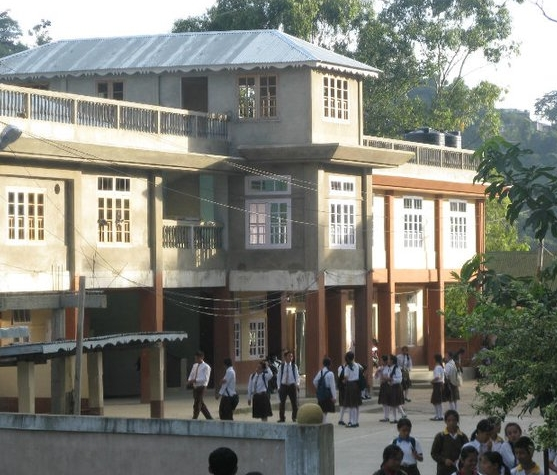
Un campus scolaire au Mizoram

La première école primaire a été fondée en 1898 à Aizawl par des missionnaires chrétiens. L’État a longtemps bénéficié de taux d’alphabétisation plus élevés que la moyenne indienne. En 1961, le taux d’alphabétisation était de 51 %. Au recensement de 2011, il atteignait 92 %, contre 74 % en moyenne dans le reste de l’Inde. Le taux d’alphabétisation du Mizoram est le deuxième plus élevé du pays après celui du Kerala.
Il y avait 3 894 écoles au Mizoram en 2012. Parmi celles-ci, 42 % sont publiques et gérées par les gouvernements centraux et étatiques, 28 % sont privées et sans subventions publiques, 21 % sont privées et bénéficient de subventions gouvernementales, et les autres sont des écoles primaires et intermédiaires financées par trois conseils de district autonomes du Mizoram. Le rapport enseignant-élève est d’un peu moins de 1 pour 20 au primaire, 1 pour 9 au collège, 1 pour 13 au lycée et 1 pour 15 dans les écoles supérieures.
Il existe plusieurs établissements d’enseignement placés sous la tutelle du Ministère de l’Éducation, notamment des universités, des collèges et diverses institutions. La Mizoram University (en) dénombre 29 départements de premier cycle, dont deux établissements professionnels affiliés à l’université. L’État comptait 22 autres collèges et un nombre total d’étudiants d’environ 10 600 en 2012. D’autres instituts bien connus sont le National Institute of Technology Mizoram (en), la ICFAI University, Mizoram (en), le College of Veterinary Sciences and Animal Husbandry, Selesih (en) et le Regional Institute of Paramedical and Nursing Sciences (en) à Aizawl.

### Infrastructure pour l’énergie
Mizoram n’est pas autosuffisant en matière de puissance. En 2012, l’État avait une demande d’électricité de 107 MW, mais sa puissance installée effective n’était que de 29,35 MW. Pour combler cette lacune, l’État a acheté de l’électricité au réseau national indien.
La totalité des 29,35 MW tirait son origine de l’hydroélectricité. L’État disposait également en mars 2012 d’une puissance thermique de 22,92 MW et d’un groupe électrogène diésel de 0,50 MW. Les centrales thermiques et diésel ont été mises en veille en raison de leur cout d’exploitation élevé et parce qu’il est moins cher de se procurer de l’électricité provenant du réseau indien.
Le potentiel hydroélectrique du Mizoram a été évalué à approximativement 3600 MW en 2010 et à environ 4500 MW en 2012. Si la moitié de ce potentiel était réalisé, l’État pourrait fournir à tous ses citoyens et à l’industrie de l’électricité 24 heures sur 24 et 7 jours sur 7, tout en tirant des revenus du réseau électrique national indien. La topographie des ressources hydroélectriques du Mizoram est idéale pour les projets énergétiques. Les cours d’eau suivants sont adaptés à des projets hydriques ayant un impact minime sur la biosphère : Tuivai, Tuivawl, Tlawng, Tut, Serlui, Serlui, Tuirial, Kolodyne, Tuichang, Tuipui, Tiau et Mat. Au-delà des grands fleuves, Mizoram compte de nombreux petits cours d’eau et ruisseaux aux conditions optimales pour le développement de micro/mini-projets hydroélectriques. L’État a proposé des projets visant à attirer des investissements privés sur la base du principe Build, Own, Operate and Transfer (BOOT), avec une aide financière destinée aux citoyens s’ils devaient être touchés par ces projets. Le plus grand projet suggéré devrait être celui de Kolodyne (460 MW). Une douzaine de petits et microprojets ont été également identifiés.
L’État a signé ces dernières années des protocoles d’accord pour construire et ajouter 835 MW de projets pour la production d’électricité, tels que PSM Tuivai avec VGF (210 MW) dans le district de Champhai, PSM Kolodyne-II avec NHPC (460 MW) dans le district de Sahai, Bairabi avec Sikaria Power (80 MW) dans le district de Kolasib, Tuirini avec SPNL (38 MW) dans le district d’Aizawl et Tuivawl,.

### Infrastructure de transport

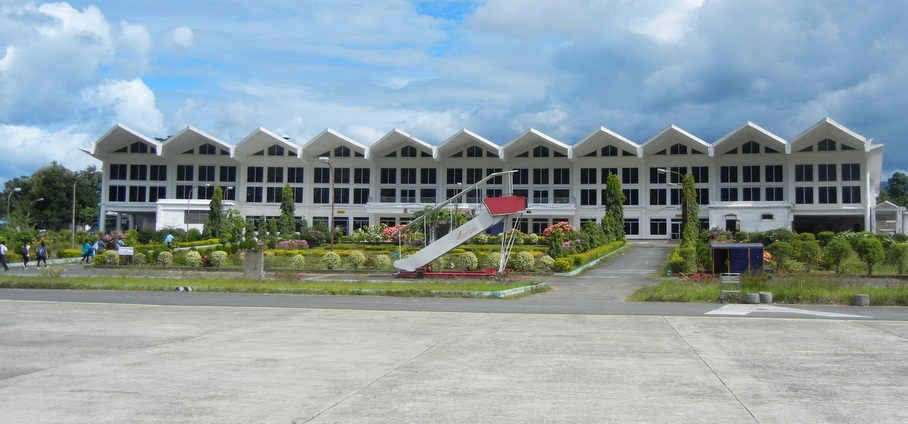
Aéroport de Lengpui.

L’État est le plus méridional de l’Inde du Nord-Est, ce qui place le Mizoram dans une position désavantageuse sur le plan de la logistique, du temps de réponse en cas d’urgence et de son infrastructure de transport. Avant 1947, la distance entre le Mizoram et Kolkata était plus courte, mais depuis lors, les déplacements à travers le Bangladesh sont évités, ce qui entraine un trajet de 1 400 kilomètres supplémentaires au milieu de l’Assam pour accéder au marché économique du Bengale-Occidental. Cet éloignement des marchés économiques indiens est compensé par la proximité de l’État avec le marché de l’Asie du Sud-Est grâce à sa frontière internationale qui s’étend sur plus de 700 kilomètres.
- Réseau routier : En 2012, le Mizoram disposait d’un réseau routier d’environ 8 500 kilomètres (5 300 mi) comprenant des routes villageoises revêtues et non revêtues, et 106 000 véhicules à moteur immatriculés[6]. Les routes de village offrent principalement des voies à voie unique ou des voies non asphaltées qui sont généralement peu fréquentées. Le Mizoram détient 871 kilomètres de routes nationales, 1 663 kilomètres de routes d’État et 2 320 kilomètres de routes de district revêtues. Les 23 centres urbains du Mizoram et 59 % des 764 villages de l’État sont connectés par des routes toutes saisons. Toutefois, les glissements de terrain et les dommages causés par les intempéries sur ces routes sont importants dans certaines régions[87]. L’État est raccordé au réseau indien à Silchar dans l’Assam par la route nationale 54. Une autre route nationale, la NH-150, joint le Seling Mizoram à Imphal dans le Manipur, et la NH-40A lie le Mizoram au Tripura. Une route entre Champhai et Tiddim en Birmanie a été proposée et attend la coopération des autorités birmanes.
- Aéroport : Le Mizoram a un aéroport, l’aéroport de Lengpui (IATA : AJL) près d’Aizawl, dont la piste mesure approximativement 950 mètres de long (3 130 pieds) à une altitude de 405 mètres (1 328,4 pieds)[88]. L’aéroport d’Aizawl est relié à Kolkata par un vol durant 40 minutes. Les mauvaises conditions météorologiques font qu’à certains moments les vols ne sont pas fiables. Le Mizoram est également accessible via l’aéroport de Silchar en Assam qui se trouve à environ 200 kilomètres (120 mi) (à peu près 6 heures) par la route d’Aizawl.
- Chemin de fer : Une liaison ferroviaire existe par l’intermédiaire de la gare de Bairabi, mais elle est principalement destinée au trafic de marchandises. La gare dévolue au trafic de voyageurs la plus proche du Mizoram se trouve à Silchar dans l’Assam. Bairabi est à un peu moins de 110 kilomètres (68 mi) et Silchar demeure à 180 kilomètres (110 mi) de la capitale de l’État. Le Gouvernement envisage de mettre en service une liaison ferroviaire à voie large avec le chemin de fer Bairabi Sairang pour améliorer la connectivité dans l’État.
- Hélicoptère : Un service d’hélicoptère proposé par Pawan Hans relie l’Aizawl à Lunglei, Lawngtlai, Saiha, Chawngte, Serchhip, Champhai, Kolasib, Khawzawl, Mamit et Hnahthial[89],[90].
- Voies navigables : Le Mizoram est en train de développer des voies navigables avec le port d’Akyab Sittwe en Birmanie le long de son plus grand fleuve, Chhimtuipui. Il se jette dans l’État de Rakhine, en Birmanie, pour entrer finalement dans le golfe du Bengale à Akyab qui est un port populaire de Sittwe, une ville située en Birmanie. Le gouvernement indien considère qu’il est prioritaire de mettre en place des voies navigables intérieures le long de ce fleuve pour commercer avec la Birmanie. Le projet est connu sous le nom de Kaladan Multi-modal Transit Transport Project[91]. L’Inde investit 103 millions de dollars pour développer le port de Sittwe sur la côte nord de la Birmanie, à environ 160 kilomètres du Mizoram. Le State Peace and Development Council de Birmanie a engagé 10 millions de dollars pour cette entreprise[92]. Le projet devrait être terminé en 2015 et comprend deux volets[93]. D’abord, la rivière Kaladan (ou Kolodyne, Chhimtuipui) est draguée et élargie du port de Sittwe à Paletwa, dans l’État Chin, adjacente au Mizoram. Cette voie navigable de 160 km permettra aux cargos d’entrer, de charger et de décharger du fret à Paletwa, en Birmanie ; cette opération devrait être achevée en 2014. La deuxième partie du projet, en construction parallèle, inclut une route à deux voies de 62 km joignant Paletwa (également connue sous le nom de Kaletwa ou Setpyitpyin) à Lomasu dans le Mizoram. De plus, une route polyvalente de 100 km reliant Lomasu à Lawngtlai au Mizoram est en cours de construction pour la connecter à la NH 54. Cette partie du projet devrait être menée à terme d’ici 2015. Une fois terminé, ce projet devrait profiter économiquement au commerce et aux exportations horticoles du Mizoram et améliorer l’accès économique aux 60 millions de personnes de l’Inde du Nord-Est et de Birmanie vivant loin des côtes[93].

## Éducation

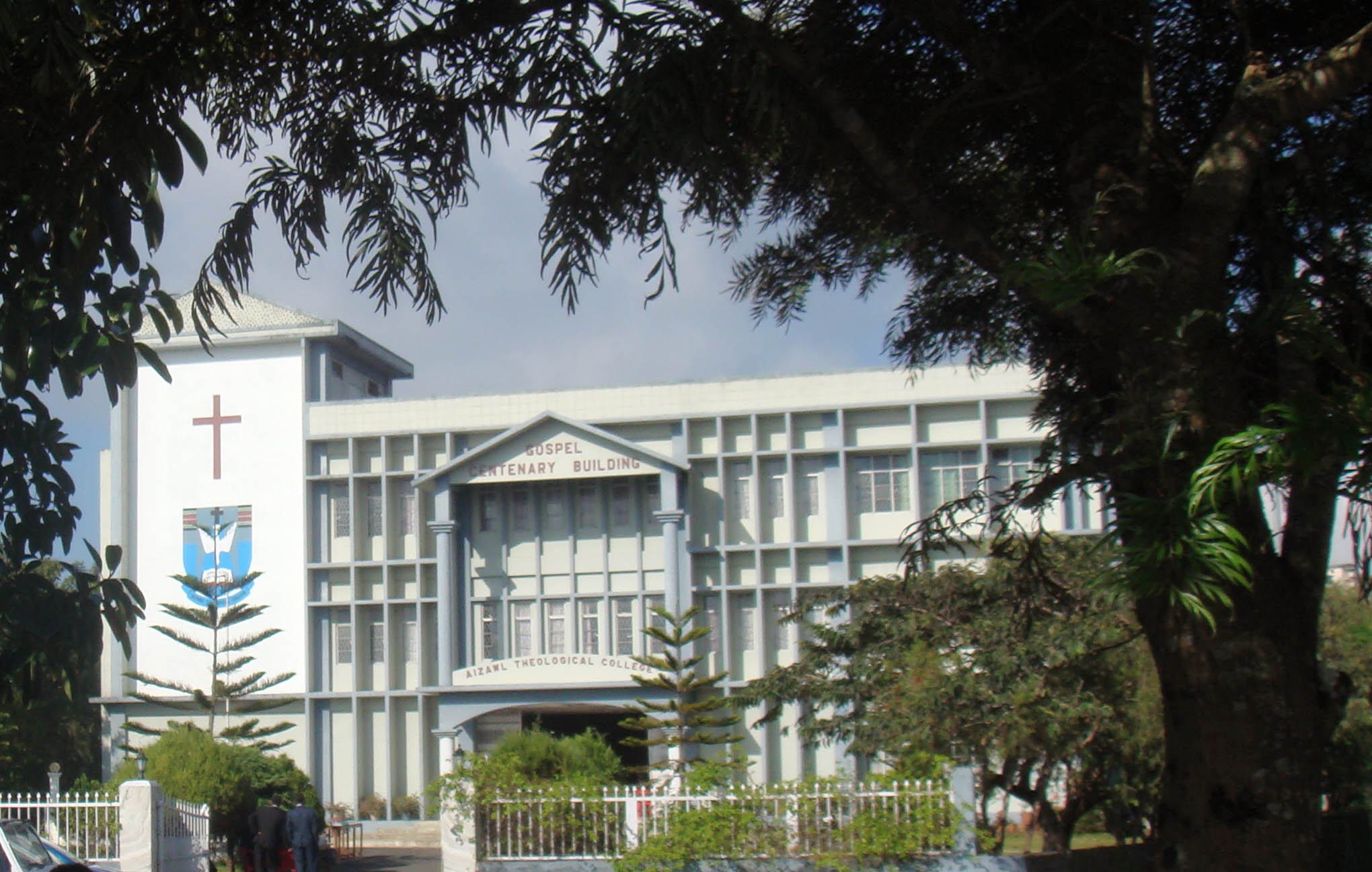
Aizawl Theological College (ATC)

Les écoles du Mizoram sont gérées par l’État et le gouvernement central ou par des organisations privées. L’enseignement est principalement en anglais et en mizo. Dans le cadre du plan 10 + 2 + 3, les élèves peuvent s’inscrire à des programmes d’études générales ou professionnelles après avoir réussi l’examen du secondaire supérieur (qui est un examen de 12e année). Parmi toutes les infrastructures consacrées à l'éducation, le Mizoram dispose notamment d'une université centrale (la Mizoram University (en)), d'une école d’ingénieurs (National Institute of Technology Mizoram (en)) et d'une université privée (une branche de l’Institute of Chartered Financial Analysts of India (en)).

## Culture

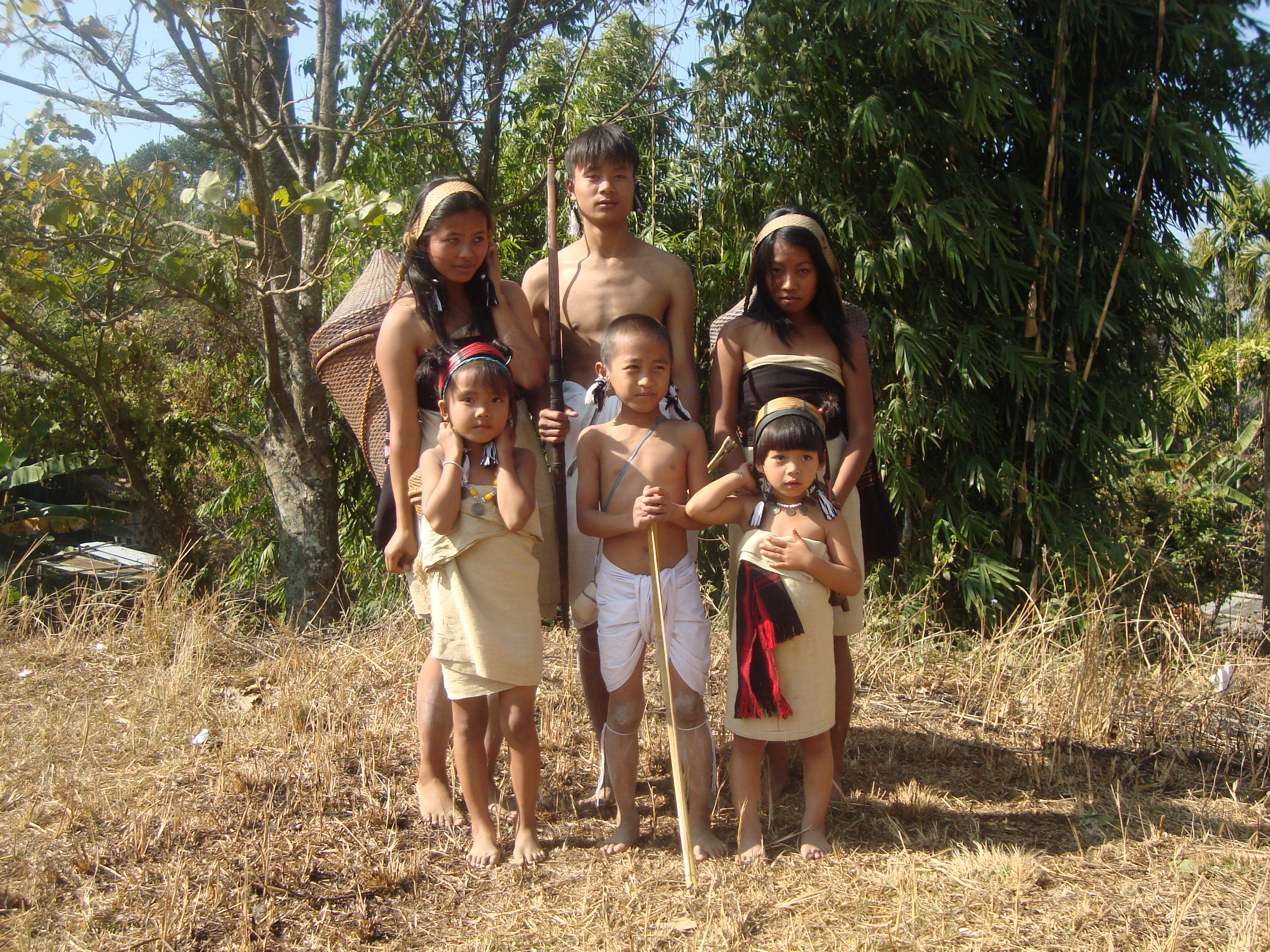
Vêtements traditionnels

La culture des tribus Mizo et sa structure sociale ont subi des changements considérables depuis l’arrivée du christianisme à la fin des années 1890. Les habitants contemporains du Mizoram célèbrent Noël, Pâques et diverses célébrations chrétiennes qui remplacent de nombreuses coutumes et pratiques tribales anciennes.
La croissance du christianisme, d’après les chercheurs, a été permise grâce à la structure culturelle, religieuse et sociopolitique du peuple mizo. Selon Hlawndo, l’un des éléments culturels fondamentaux du peuple mizo était le Hnatlang, qui signifie littéralement « travail social », « travail uni » ou « travail communautaire » (le mot hna' signifie « travail » dans la langue mizo ; et tlang' veut dire « ensemble » et « réciproquement »). Les membres des tribus qui étaient absents de ce travail social (pour des raisons autres que la maladie et l’invalidité) subissaient une forme de pression de leurs pairs. Le jhum et les raids sur les tribus voisines ont nécessité le Hnatlang, l’esprit de travail uni et le partage égal du résultat final.
Une des conséquences du Hnatlang était la culture du Tlawmngaihna, qui n’a pas de traduction directe. Tlawmngaihna, en tant que concept culturel, induit un comportement laissant place au sacrifice, au reniement, au désintéressement, à la persévérance, au stoïcisme, à la bravoure, au courage, à la fermeté et à l’indépendance,,. Ainsi, après un incendie, un glissement de terrain ou une inondation, la culture mizo attend de chacun un humble travail social spontané, sans exigences ni attentes.
Plusieurs autres éléments culturels d’anciennes tribus mizos, dont certains sont devenus moins répandus après l’arrivée du christianisme, comprenaient le, :
- Zawlbuk : un lieu près de la maison du chef, qui servait de camp de défense en temps de guerre, ainsi que de « maison de célibataire » où les jeunes se réunissaient et de centre de la vie du village[96],[98].
- Pathian : le terme pour évoquer Dieu, à qui l’on récitait des prières et des hymnes. Les mauvais esprits étaient désignés par le vocable ramhuai[98].
- Nula-rim : la méthode de la cour dans la culture ancienne. La parenté, le sexe prénuptial et la polygamie étaient tolérés. L’homme et la femme pouvaient avoir plusieurs partenaires. Si la femme tombait enceinte, l’homme devait se marier ou payer une somme substantielle dénommée Sawnman. Si les parents de la femme découvraient la relation, ils avaient le droit d’exiger un paiement appelé Khumpuikaiman. Bien que les rapports sexuels prénuptiaux fussent acceptés, une femme qui était vierge au moment du mariage était plus appréciée qu’une femme qui ne l’était pas[96].
- Pathlawi : un jeune homme marié qui était engagé dans des relations extraconjugales, ce qui était acceptable dans la société traditionnelle mizo[96].
- Ramrilekha : un traçage de frontières qui identifiait le ram, un territoire dont le chef était titulaire. Seul le chef possédait la terre dont la propriété était héréditaire. La tribu et le village travaillaient et moissonnaient la terre[96],[98].

Dans le Mizoram moderne, une grande partie de la vie sociale tourne souvent autour de l’église. Il existe des établissements communautaires dans les centres urbains qui organisent des activités sociales, des évènements sportifs, des concerts de musique, des spectacles de comédie et d’autres activités.

### Festivals traditionnels

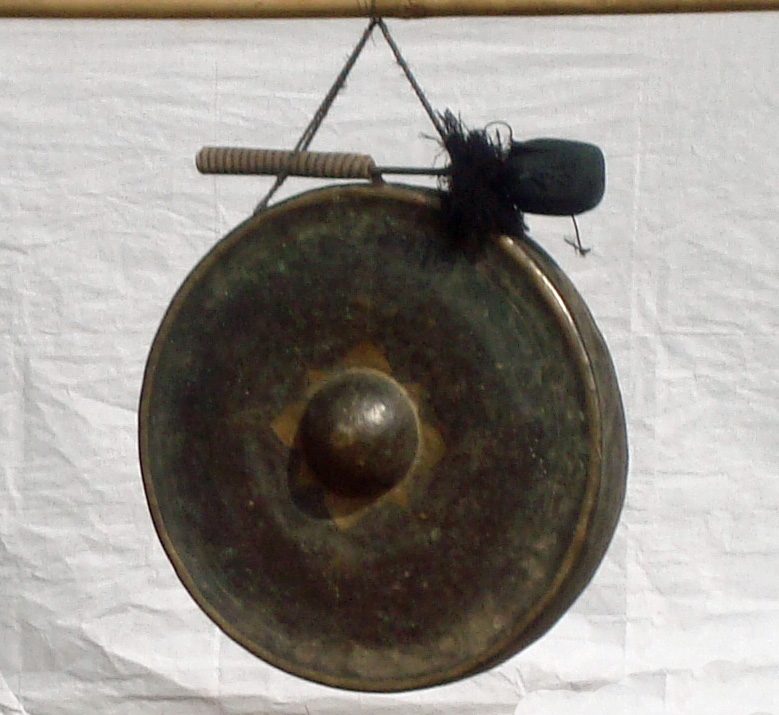
Darkhuang, Zamluang ou jamluang — un instrument de musique traditionnel que l'on trouve au Mizoram. D'autres instruments incluent le khuang (tambour), dar (cymbales), ainsi que d'autres faits à partir de bambou tels que le phenglawng, tuium et tawtawrawt.

Les fêtes traditionnelles au Mizoram tournaient souvent autour du jhum ou des saisons. Les fêtes communautaires étaient appelées kut dans la langue locale, et il y avait des kuts majeurs et mineurs comme le Chapchar Kut, Thalfavang Kut, Mim Kut et Pawl Kut. Le Chapchar Kut était la fête du printemps (février/mars), juste avant le début du jhum, et les terres étaient coupées et brulées pour permettre la nouvelle récolte. Le Chapchar Kut était le plus attendu par les jeunes, un festival de premier plan qui impliquait danses et fêtes. Le Thalfavang Kut fêtait l’achèvement du désherbage des champs où était pratiqué le jhum. Le Mim Kut était le festival consacré aux ancêtres après la première récolte de maïs, tandis que le Pawl Kut célébrait la fin des récoltes et le commencement de la nouvelle année. Ces fêtes ont lentement disparu au fur et à mesure que le christianisme se développait au Mizoram.
Le Chapchar Kut a été réintroduit et ressuscité en 1973 par les Mizos pour solenniser leur patrimoine. Avant l’arrivée du christianisme à Mizoram, l’alcool brassé à la maison et de nombreuses spécialités de viande faisaient partie des célébrations du Chapchar. En plus de faire renaitre les festivals traditionnels, la communauté a aussi donné un second souffle aux danses traditionnelles lors de ces festivals, par exemple des danses comme le Cheraw, le Khuallam, le Chheihlam et le Chai.

### Danses

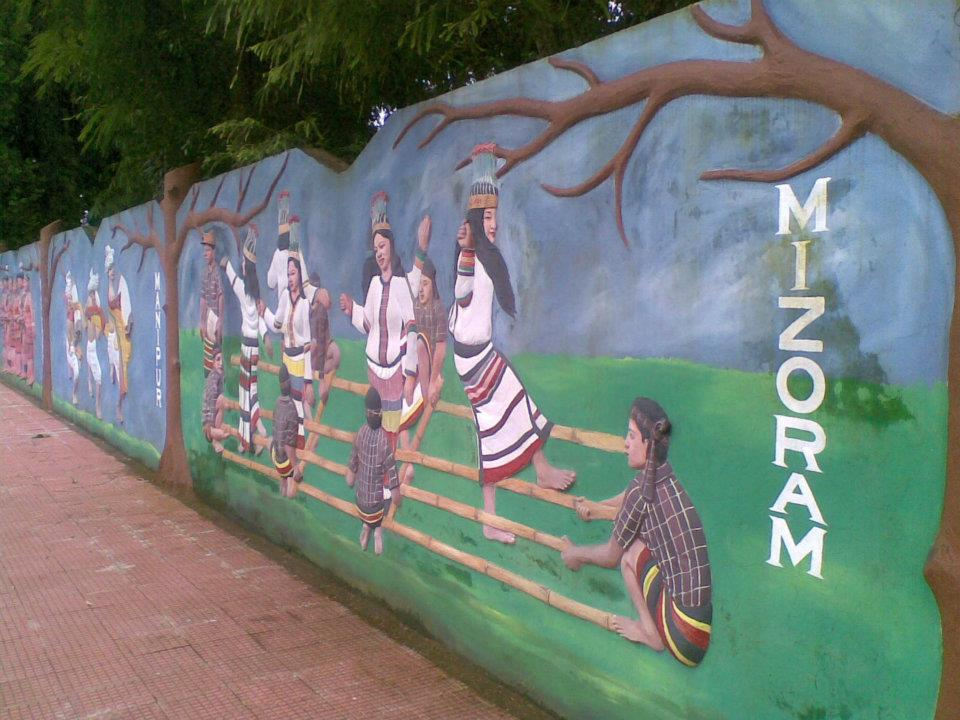
Danse au Mizoram

Le Mizoram offre de nombreuses danses traditionnelles, comme :
- Le Cheraw — une danse où les hommes tiennent le bambou près du sol. Ils tapotent sur les baguettes qui s’ouvrent et se ferment au rythme de la musique. Des femmes vêtues de robes colorées dansent tout en se faufilant entre les bambous selon le rythme de la musique. Cette danse exige une grande coordination[96].
- Le Khuallam — une danse mixte qui a traditionnellement célébré, avec un drap, des chants et de la musique, la pratique de la chasse[103].
- Le Chheihlam — généralement joué pendant des soirées fraîches avec de la bière de riz. Les gens s’assoient en cercle avec deux ou plusieurs danseurs au centre ; ils chantent des compositions impromptues et souvent humoristiques à propos d’évènements récents. De la musique et des danseurs permettent de mettre l’ambiance. La musique jouée pendant cette danse s’appelle Chheih Hla. Les Mizos ont essayé d’introduire la danse Chheihlam lors des sermons de l’église, ce qui a provoqué une controverse[104].
- Le Chai — une danse importante du Chapchar Kut, qui place les musiciens au centre tandis que des hommes et des femmes en robe colorée alternent et forment un cercle ; les femmes tiennent les hommes par la taille, alors que les hommes tiennent les femmes par leurs épaules ; elles avancent pour tourner en rond tout en se balançant de gauche à droite avec la musique. Les participants peuvent également chanter pendant cette danse une chanson qui s’appelle aussi Chai[96].

### Musique
Les mélodies traditionnelles Mizo sont très douces. Les Mizos prétendent qu’elles peuvent être chantées toute la nuit sans éprouver la moindre fatigue. La guitare est un instrument populaire et les Mizos apprécient la musique country. Pendant les messes à l’église, des tambours sont communément utilisés et connus localement sous le nom de khuang. Le khuang est fait de bois et de peaux d’animaux. Il est battu de sorte à provoquer un état de transe avec les adorateurs qui dansent de façon circulaire.
Les Mizos aiment chanter et, même sans instruments de musique, ils chantent ensemble avec enthousiasme, en tapant des mains ou en employant d’autres méthodes rythmiques. Les instruments informels sont appelés chhepchher.

### Sports

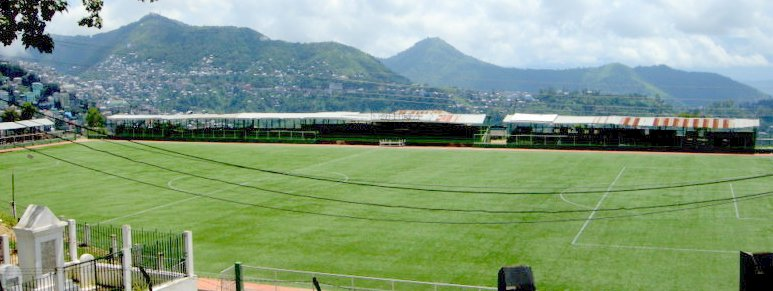
Lammual Stadium

La première ligue de football du Mizoram a vu le jour en octobre 2012. La Premier League du Mizoram est la plus haute ligue de l’État et comptait huit équipes au cours de la saison 2012-2013. Les huit clubs sont Aizawl, Chanmari, Dinthar, FC Kulikawn, Luangmual, Mizoram, RS Annexe et Reitlang. La saison commence chaque année en octobre et se termine en mars.

## Tourisme
Contrairement aux touristes internationaux, les touristes nationaux sont tenus d’obtenir un Inner Line Pass  (ILP) avant de se rendre au Mizoram. Les touristes nationaux et internationaux sont confrontés à des exigences différentes.

### Touristes nationaux
L’état exige l’ILP. Il est possible de se le procurer auprès du Liaison Officer, mais aussi auprès du Gouvernement du Mizoram à Kolkata, Silchar, Shillong, Guwahati et New Delhi. Les touristes arrivant par avion peuvent obtenir un ILP (autorisant un séjour de 15 jours) à l’aéroport d’Aizawl situé à Lengpui, sur présentation de photos d’identité et en payant un émolument de 120₹ (1,90 dollar américain).

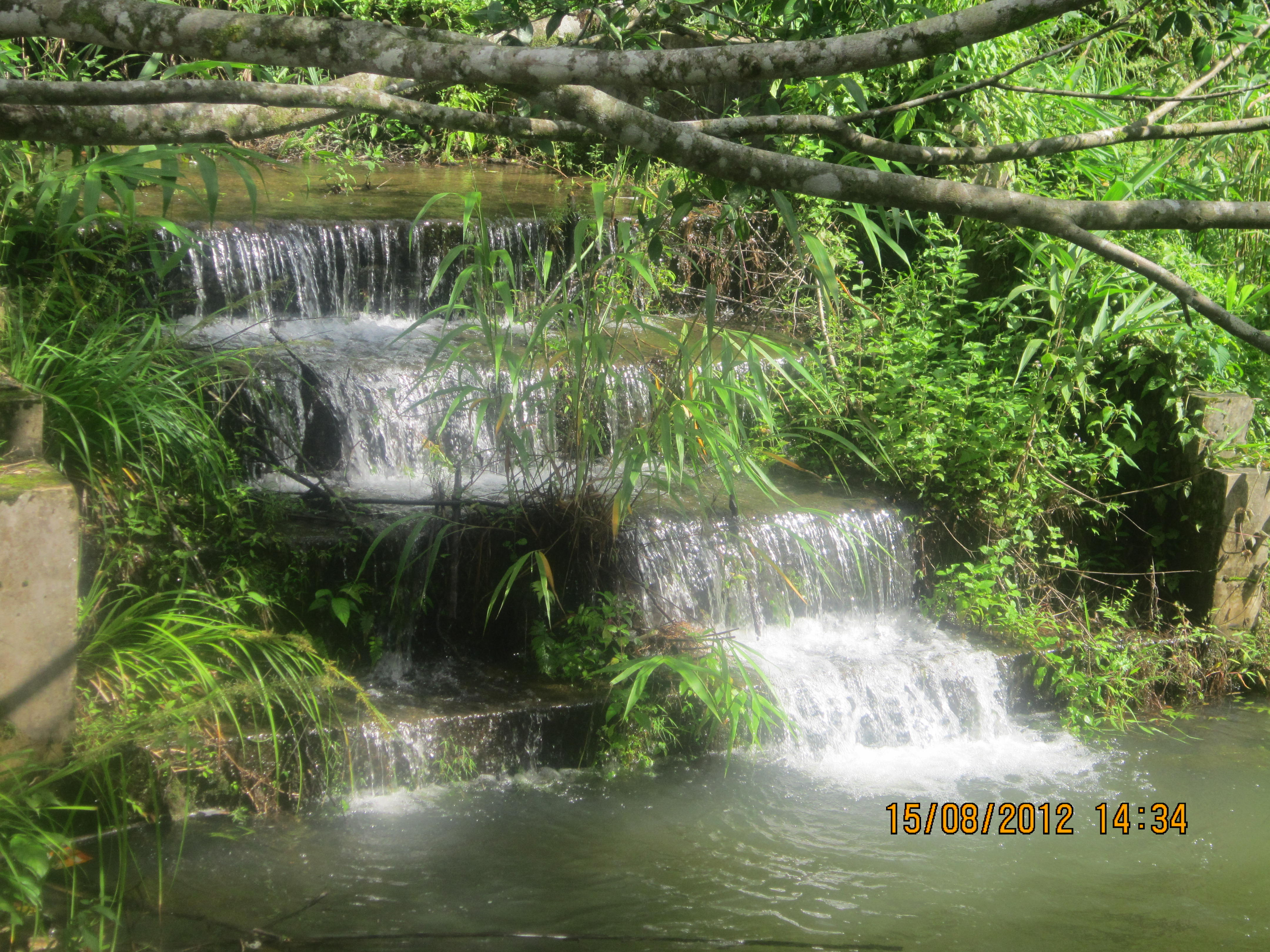
Cascade Krishna

### Touristes internationaux
Les touristes n'ont pas besoin d'un ILP. À leur arrivée à l'aéroport, ces derniers doivent remplir et signer un formulaire à titre d'information. Cependant, ils doivent impérativement s’enregistrer auprès de la police d’État dans les 24 heures suivant leur arrivée, une formalité que la plupart des centres de villégiature peuvent proposer. Les citoyens afghans, chinois et pakistanais ainsi que les ressortissants étrangers originaires de ces pays doivent se présenter au consulat indien ou au ministère de l’Intérieur à New Delhi avant leur arrivée au Mizoram.

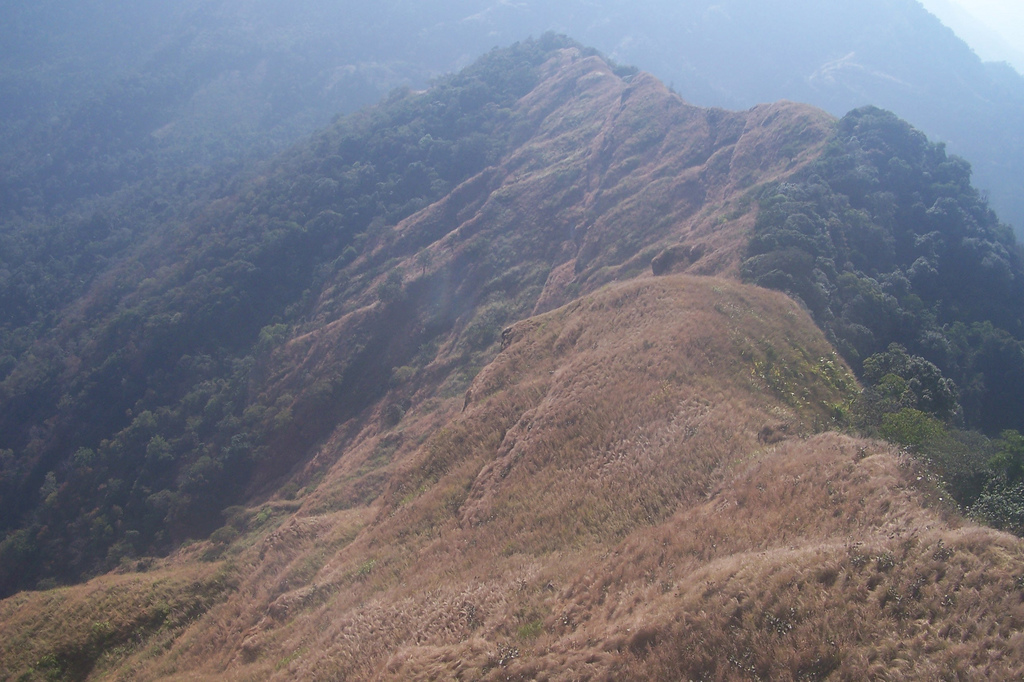
Collines du district de Mamit.

Le Mizoram est un endroit offrant une faune et une flore d’une incroyable diversité et de magnifiques paysages. Le ministère du Tourisme règlemente l’entretien et la modernisation des établissements touristiques dans tout l’État.

Panorama de Aizawl depuis Zemabawk.

L’État est une destination de choix pour les ornithologues. À titre d’exemple, le Mizoram est un bastion pour le Faisan de Hume (Syrmaticus humiae). Au demeurant, des Buffles d’eau sauvages, des Rhinocéros de Sumatra, des éléphants et d’autres mammifères ont été aperçus dans le passé,,.

## Problématiques

### Prohibition de l’alcool
En 1996, le gouvernement du Mizoram a interdit l’alcool. Les chefs religieux (Mizoram Kohhran Hruaitute Committee) soutiennent que le gouvernement de l’État devrait maintenir l’interdiction et ne pas chercher à modifier la loi, tandis que d’autres affirment que l’interdiction devrait être levée. Toutefois, il est difficile de faire respecter cette interdiction en raison de la forte demande d’alcool.
En 2008, le Mizoram Excise and Narcotics (Wine) Rules a modifié l’interdiction de 1996 pour permettre la fabrication, l’exportation, la vente, la possession et la consommation de vin au Mizoram à partir de raisins et de goyave, ce qui aiderait l’économie de l’État, réduirait les déchets de fruits des exploitations et encouragerait la commercialisation à grande échelle. En 2011, le projet de loi a été modifié pour inclure la pomme, le gingembre, les fruits de la passion, la pêche et le vin de poires.
En 2013, l’assemblée de l’État a adopté à l’unanimité une résolution pour étudier l’impact de l’interdiction de l’alcool. En 2014, le ministre d’État chargé des narcotiques nota que l’interdiction d’alcool avait provoqué de graves problèmes dans la société mizo en raison de la consommation d’un alcool fait maison connu sous le nom de zu pouvant se révéler dangereux pour la santé. Le gouvernement a indiqué qu’il introduirait un projet de loi modifié sur les alcools autorisant les commerces de détail à Aizawl à vendre des boissons alcoolisées, mais pas dans les bars. De plus, le gouvernement a mentionné qu’il ne consulterait pas l’Église sur la question. Le projet de loi amendé a été proposé pour discussion à l’Assemblée législative des États après mai 2014.
Le Mizoram Liquor (Prohibition and Control) Act (Act No. 8 of 2014) a été promulgué le 10 juillet 2014 et a reçu l’assentiment du gouverneur du Mizoram le 11 juillet 2014, abrogeant le Mizoram Liquor Total Prohibition Act de 1995, mais pas le Mizoram Excise and Narcotics (Wine) Rules de 2008.

### Problèmes liés aux rats
Tous les 50 ans, la floraison du bambou (qui est une phase du Mautam, à savoir la mort du bambou) et ses graines riches en protéines engendrent une explosion de la population de rats noirs dans la jungle. Par le passé, ces rats détruisaient l’approvisionnement alimentaire de villages entiers dans la mesure où ceux-ci envahissaient les champs et dévoraient les récoltes. Le fléau de 1958-59 provoqua un soulèvement rural au cours duquel le peuple indigène mizo lança une rébellion violente de 20 ans contre le gouvernement fédéral. Le différend n’a été réglé définitivement qu’en 1986. Les problèmes liés aux rats sont réapparus au Mizoram en 2006-2008. Les récoltes ont subi d’énormes dégâts, avec des rendements à leur plus bas niveau en 30 ans ; les rendements se sont redressés rapidement pour atteindre des niveaux normaux en 2009.

## Médias et communication
Les médias du Mizoram se développent rapidement. L’accès à Internet est moyen et les chaines privées de télévision par câble sont populaires. Doordarshan, le service national de télévision de l’Inde, fournit des services de radiodiffusion hertzienne et All India Radio diffuse des programmes liés à la culture autochtone et aux informations locales. L’accès à large bande est disponible. En plus de ceux-ci, il existe plusieurs sites web rédigés dans les dialectes locaux. La presse écrite reste un média d’information dominant dans le Mizoram ; les journaux locaux comprennent Vanglaini et The Zozam Times.

## Personnalités
- Lalrindika Ralte (en)
- Jeje Lalpekhlua (en)
- Shylo Malsawmtluanga (en)
- Robert Lalthlamuana (en)
- Lal Thanhawla (en)
- Ziona (1945-2021), y est né et y est mort.